# ブーツ

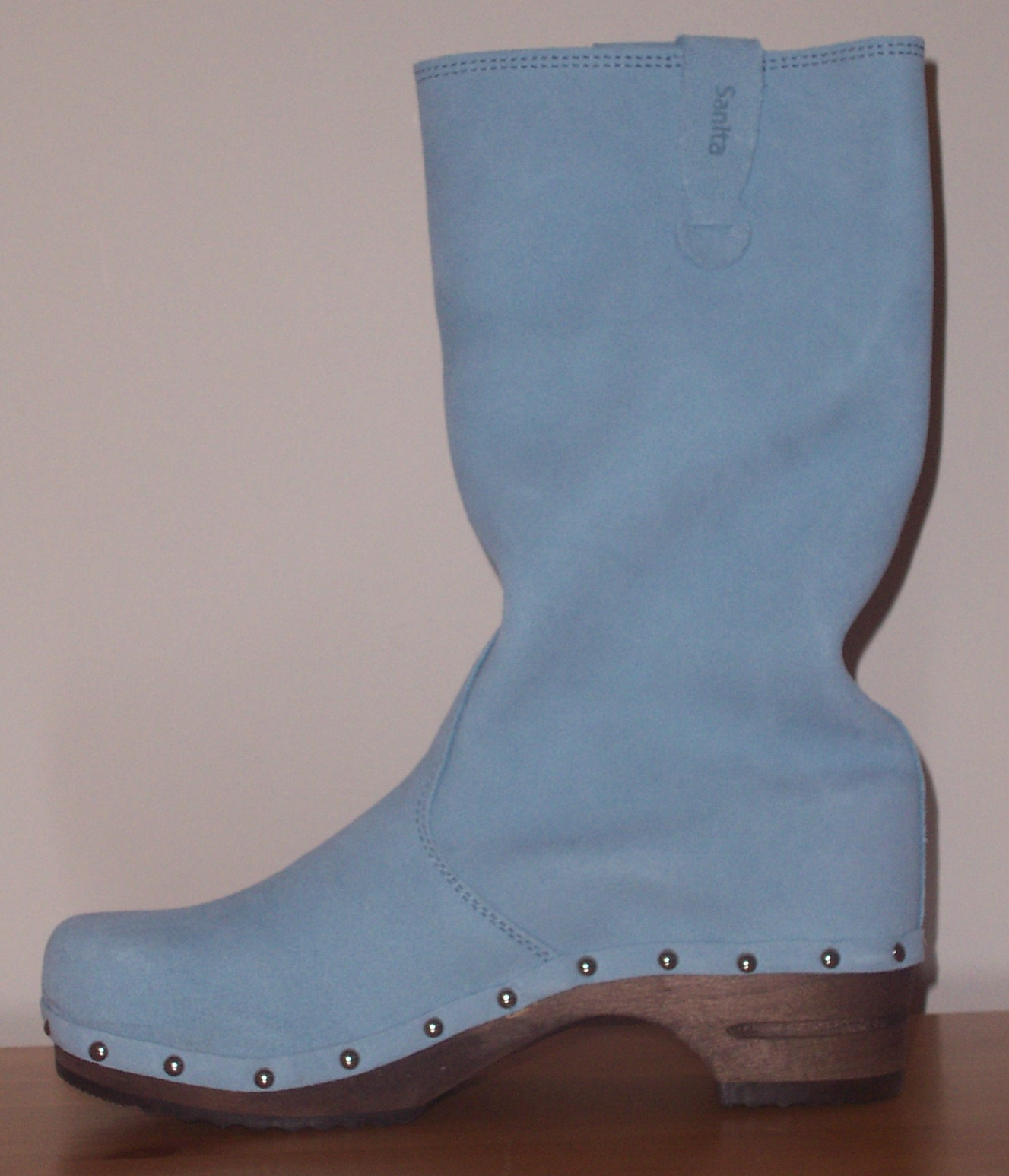
デンマーク製のブーツ。靴底は木製、甲などは革で作られている

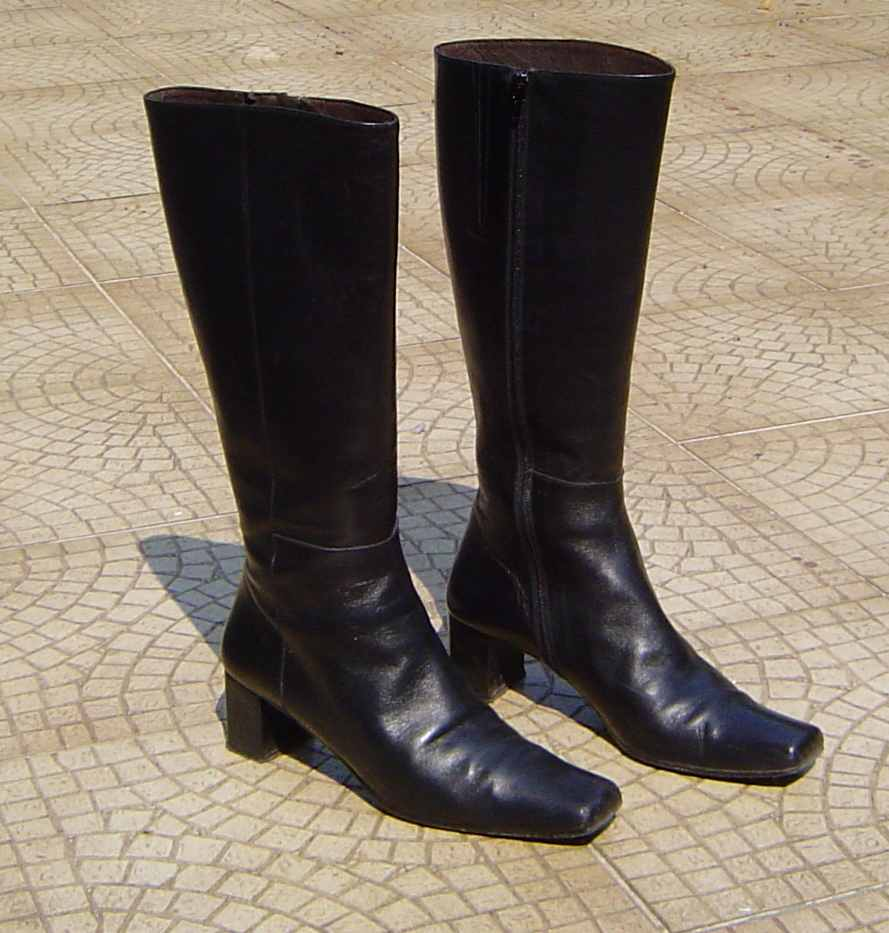
女性用ブーツの一例

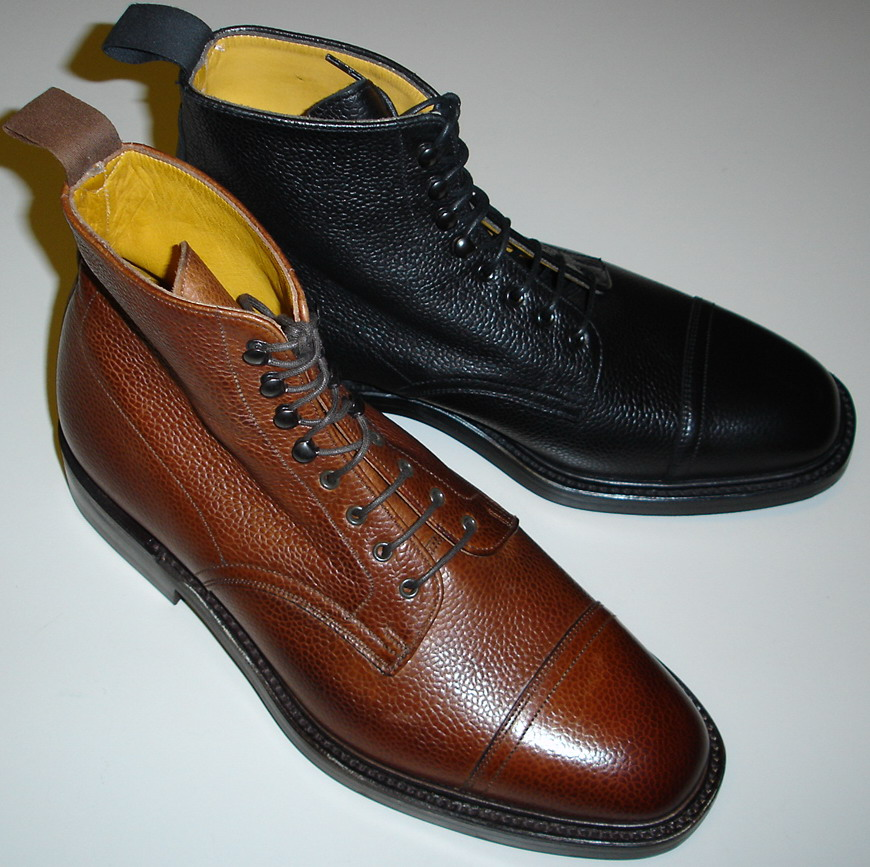
ブーツの一例

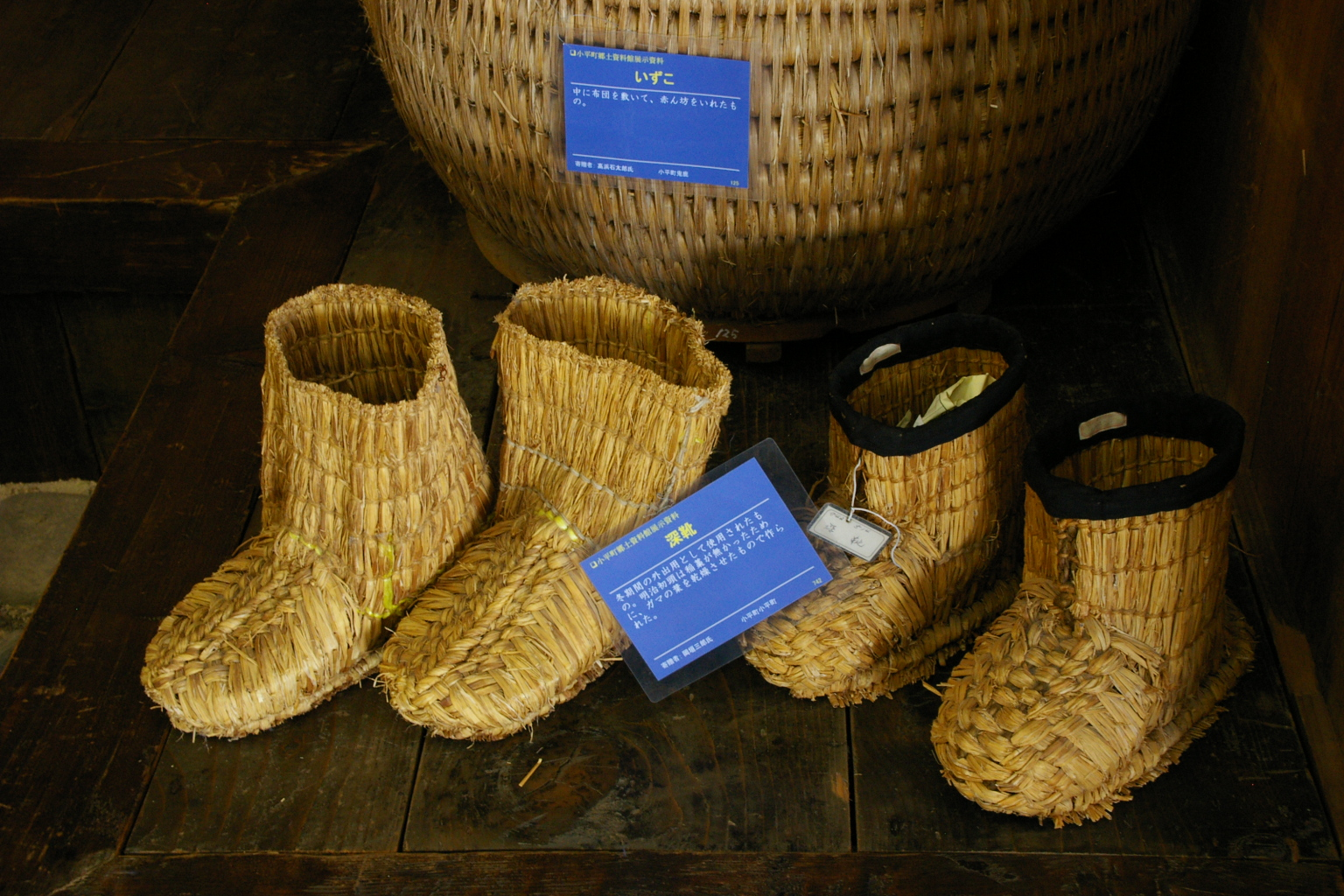
稲藁で作られた深靴（ふかぐつ）

ブーツ（英語: boots）は、靴（履物）の一種で、踝までの足やそれ以上の脚を覆うもの。漢語表現では長靴とも。

## 概要
一口にブーツといっても各々種類や用途やデザインや作りによって形が異なり、丈の長さによっては踝や膝や腿、尻を覆うもの、ヒールの種類、素材に違いがあり千差万別である。乗馬ブーツなど、おおむねある程度の脛部分を覆う丈のブーツは近代より日本語では長靴（ちょうか、ながぐつ）とも呼ばれているが、現代では一般に「ながぐつ」と言うと雨具としての長靴（ゴム長靴、レインブーツ）を指す事が多い。
多くのブーツでは、同じ素材から作られたヒールであっても、はっきりとソールのほかのパーツと区別がつく形をしている。ブーツは周囲の環境から足を守るために作られているものが多く、革やゴムなどの強靭な素材を使用し、水や泥、砂がブーツの隙間から入り込まないように設計されている。特に登山や木材の間伐や工事などの時に、破片や鋭い物体から足を保護するために設計されている頑丈な労働用ブーツもあり、一部は、パンクファッションに取り入れられている。また、スキーやスケート、スノーボード、オートバイ、水上オートバイなどのスポーツ用に特別に設計されたブーツが数多く存在する。また、ブーツを愛玩の対象とするフェティシズムも存在する（ブーツフェティシズム）。
女性用のブーツはファッション性を意識して作られたものが多い。ハイヒールやピンヒールのもの、高下駄のようにソールが高いもの（厚底靴）、レースアップの編み紐やリボン、ベルトによる装飾（一部のジョッキータイプには拍車の留革を模した物等）が施されていることもある。
主に乗馬ブーツには紐や取っ手がついていて、着用を容易にする仕掛けが施されている。ドイツにはブーツを履こうとしていた子供が、この紐を引っ張っていて気がついたら空を飛べるようになっていたという物語がある。この取っ手や紐をことわざとして様々な場面で用いている。
ブーツには様々な言い回しやことわざ、慣用句がある。熟練した労働者を作業用に履いている頑丈なブーツに喩えて、"tough as old boots"（古びたブーツと同じくらい頑丈だ）と言う。また軍人・警察官等のうち、戦地といった危険な現場に身を置いて任務に就いている者を "boots on the ground"（地上のブーツ）と形容し、さらに派兵をも意味する。漫画などでは魚釣りに行ったのに1匹も魚が釣れずに困っている状態を、ソールが壊れたボロボロのブーツを釣り上げさせることで表現する。
捨てられたブーツを利用して作られたメンドーザ（mendoza）と呼ばれる楽器がある。
日本の積雪地域では藁製の長靴が使用されていた。

## ブーツの種類

### 丈の長さに応じて

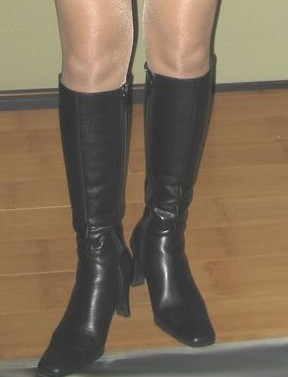
女性用のロングブーツ

- デミブーツ - 踝を覆うか覆わないか程度の丈のもの。ローカットのワラビーブーツなど。
- アンクルブーツ（ブーティ） - 踝が隠れる丈のもの。チャッカブーツ、デザートブーツなど。
- ショートブーツ - 踝より上の足首が若干隠れる丈のもの。ジョージブーツ、ジョッパーブーツなど。
- ハーフブーツ - 下腿部の半分程度を隠せる丈のもの。カウボーイブーツなど。
- ロングブーツ - 膝下あたりまで隠せる丈のもの。ライディングブーツなど。日本でよく見かける主流タイプ。
- スーパーロングブーツ - 膝より上まで隠せるもので膝上〜股下までの長さによりオーバーニーブーツ、サイハイブーツ（タイハイブーツ）、クロッチブーツ、ニーハイブーツ[2]などがある。

### 形状や素材に応じて
ウェッジソールブーツ
土踏まずの部分が一段低くなっているのではなく、ハイヒールのように踵の部分が高くなっているタイプの靴底をもつブーツ。
ウェリントン・ブーツ
「長靴」と呼ばれるものの原型的なもので、元来は胴（シャフト）が長く膝下まであり、ラウンドトゥ、低めの踵を持つ革製のロングブーツを指した。現在「ウェリントンブーツ」と呼ぶ場合は、悪天候時に用いるゴム製のロングブーツ（いわゆる「ゴム長」もしくは「雨靴」）を指すことが多い。
ゴム長靴（作業用長靴、レインブーツ）
ゴム、もしくは合成樹脂製のロングブーツ。防水性に優れる。
サイドゴアブーツ（チェルシーブーツ）
ブーツのシャフト両サイドに伸縮性のある素材をゴア (襠) として用いたブーツのこと。踝丈で脱ぎ履きしやすいのが特徴。
ジャックブーツ
靴紐やベルトのないシンプルな長靴。ドイツ軍やロシア／ソビエト軍が制式軍装に使っていたものが有名である。ドイツ軍隊においてはマルシュシュティーフェル（行軍ブーツ）と呼ばれ、乗馬ブーツに比べると胴が太く、丈が短め。兵隊俗語ではクノーベルベッヒャー（サイコロを振る壷）と形容された。
ストレッチブーツ
筒部分に高い伸縮性を持たせたブーツ。パレード等に用いるものは日本パレード社製A352が有名。
サイハイブーツ
ロングブーツの中でも太腿を覆うほどの長さがあるもの。「タイハイブーツ」とも呼ぶ。
胴付長靴
ゴム製のサロペットと一体になったもの。下半身から胸元までを覆う防水服の一種。
ダックブーツ（ビーンブーツ）
甲を始めとした下半分が防水性のあるゴム製、上半分(アンクル部)が革製のもの。水場の多い野外での防水性と通気性を両立させるために考えられたもので、“ダック(Duck)”の名はカモ類の保温性が高く水を弾く羽毛になぞらえたところから。
- デザインの元祖はアメリカのアウトドア用品メーカー、L・L・ビーンが狩猟用ブーツとして発売したもので、現在でもL・L・ビーンの製品が代表的なことから「ビーンブーツ」とも呼ばれる。

ソレル（ソレルブーツ）
スノーブーツの一つで、ダックブーツをスノーブーツとして発展させたデザインのもの。丈が長くなり、保温性の高い二重構造になっている。
- “ソレル(ブーツ)”の名は、カナダのソレル(SOREL)社が初めて発売したところからの通称である。

チャッカブーツ
ショートブーツの一種で、鳩目が2〜3組の、細かくパーツ分けされず一体型に近いデザインのもの。
- 区分上の重要な点は鳩目の数で、鳩目が2〜3組以下であっても以上であっても「チャッカブーツ」とは分類されない。

ジョージブーツ
チャッカブーツと類似したデザインのショートブーツで、チャッカブーツに似るが若干丈が長く、鳩目の位置が高い位置にあるのが特徴である。
- フォーマルシューズの一種でもあり、近代西洋式の軍隊においては将校は夜会服にはジョージブーツを用いる。

デザートブーツ
チャッカブーツに似るが、よりカジュアルなデザインと素材で構成されたもの。
半長靴
ショートブーツとロングブーツの中間の丈を持つものを指す。
ブーティー
パンプスとショートブーツの中間くらいの丈の履物。ハイカット・スニーカーにブーツのような装飾が付いたものを指す場合もある。
ブローグブーツ（ウィングチップブーツ）
ウィングチップが入ったブーツのこと。
フリンジブーツ
ふさ飾り（Fringe）が付いたブーツのこと。
編上靴
履き口を靴紐で編上げる、レースアップブーツのこと。
ペコスブーツ
指賭けループが履き口の両サイドに付けられた長靴のようなワークブーツ。農作業用に用いられた。レッドウィングのモデルの一つで、元来は商品名であるが、一般名詞化しこの形状のブーツを「ペコスタイプ（ブーツ）」と呼ぶ。
ボタンブーツ
ボタンで着脱するブーツで、大塚製靴が100年前に発売した。ボタンの着脱がしやすいようにボタンフックというピンセットのような金具が発売されている。
モックトゥブーツ
「モカシンのようなトゥ(爪先)を持つブーツ」の意味で、甲に大きな縫い目のあるデザインのもの。
ムートンブーツ
ヒツジの毛皮であるムートンを用いたブーツのこと。
モンキーブーツ
外羽根式のレーストゥトゥのブーツのこと。正面から見るとサル（Monkey）の顔のように見えることからモンキーブーツという。
ワーレンキ
羊毛のフェルト製長靴
ワラビーブーツ
シューズメーカーのクラークスによって生み出されたもの。モックトゥの丈が短い編上げブーツである。

### 用途に応じて
エンジニアブーツ
測量技師や工場労働者などが着用する安全靴として開発されたブーツ。脚を保護するために頑丈に作られており、靴紐が引っ掛かる事による事故を防止するため、靴紐ではなく甲から踝にかけた位置に一対のベルトがあり、これによって履いた足を固定する。
カウボーイブーツ（ウェスタンブーツ）
ロングブーツタイプの乗馬靴。アメリカのカウボーイが好んで履いたことからこの名がついた。「ウエスタンブーツ」とも呼ばれる。
コンバットブーツ
軍隊で用いられるブーツの総称。足を守るために頑丈にできているものが多く、撥水性や耐水性を重視しオイルレザーを用いたものも多い。
戦闘靴2型
陸上自衛隊の装備するコンバットブーツの一つ。靴の形状から「半長靴」と通称される。
ジャングルブーツ
アメリカ陸軍においてベトナム戦争時に開発された、高温多湿のジャングルでの使用に適した熱帯地域用ブーツ。革とコットン（後にはナイロン）素材で作られている。靴内の換気を行うために、土踏まずの内側に換気孔がある。異物が侵入しにくいよう、換気孔には目の粗いストレーナが備わっている。
通気性が高い反面、防水性が低い（水溜りに踏み入れると換気穴から簡単に浸水する）という欠点がある。また足を保護するものとしては総革製のブーツには劣る。
靴底のパターンは、前線からの声を元に、しばしば変更されている（現行は「パナマソール」と呼ばれるタイプ）。足首を保護する改良点として、踝の位置の外面に厚手の布テープが縫い付けられるようになった。またベトナムでは仕掛け罠への対策として、金属製のインソールを追加することが流行した。
デザートブーツ(軍用)
ジャングルブーツの発展型として開発されたもので、砂漠地域で用いるためのもの。中東地域派遣部隊の将兵により着用される。ジャングルブーツと構造はほぼ同じだが、砂との摩擦で痛み難いように革部分にはスエードが用いられ、靴底は熱せられた砂の上を長時間歩くことを考えて耐熱性の高い素材が使われている。色は迷彩効果を考えて淡い茶色となっている。
- ファッションアイテムとしての「デザートブーツ」とは別物である。

ジャンプブーツ
落下傘部隊の隊員が使用するブーツ。一般の歩兵用ブーツに比べて軽量に作られ、着地の際に足を保護するために丈が長くなっている。
- 第二次世界大戦時にコーコラン（Corcoran）社がアメリカ陸軍向けに製造したものが有名で、戦後、キャップトゥ(爪先部分が二重になっている)とツーピースソール(踵が靴底と一体になっていない)の組み合わせはファッション面で高く評価され、人気のデザインとして広く取り入れられた。

乗馬ブーツ（ジョッキーブーツ）
乗馬時に用いるブーツ。ロングブーツが多く、拍車が装着できるようになっていることが特徴である。
ジョッパーブーツ
乗馬用に用いるブーツのうち、ショートタイプのもの。乗馬用としてはチャップス（行縢）とセットで用いる。
- ファッション用語としては、ショートブーツのうち靴紐やベルトを持たず、着脱を容易にするために側面部に伸縮度の高い素材を使用しているものを指す。

乗車靴（バイクブーツ、ライディングブーツ）
自動二輪車乗りが使うブーツ。シフトペダルを操作する左足爪先部分を傷めないよう、プロテクターやガードがされているものもある。モータースポーツ用はレーシングブーツと呼ばれる。
スキーブーツ
スキーのビンディングに固定するための機構がある冬用のブーツ。当初は冬用登山靴に固定用金具のついたものが用いられていたが、後には合成樹脂を用いた、スキーに装着して用いるための専用のものとなっている。
スケートブーツ
スケート用のブレードの装着された「スケート靴」のうち、踝より上を覆うタイプのものを特にこう呼ぶ。
スノーブーツ
冬季に積雪地で用いるブーツ。保温性と防水性に重点が置かれており、断熱材で作られた内靴と防水・耐候性の高い外靴の二重構造になっているものもある。凍った路面で転ばないように滑り止め効果の高い靴底となっており、折畳式のスパイクを備えるものもある。
タクティカルブーツ
警察や軍隊の特殊部隊が用いるために開発されたコンバットブーツの一種。市街地や建物内での比較的短期間の使用を主眼としているため、コンバットブーツに比べ防水性能や過剰な耐久性はあまり重視されておらず、代わりに軽量さや平滑な場所での滑りにくさが重視されている。
登山靴
登山に用いるブーツで、夏山用ものはショートブーツ、冬山用のものはロングブーツとショートブーツの中間の丈のもの（前述の「半長靴」）が多い。厚い革で足を保護するために堅固に作られているものが主流であったが、20世紀の末頃からは合成繊維を主体とした軽量なものが主流となっている。
- ハイキング程度の軽い登山から冬季の高所登山に用いるものまで、用途に応じて多くのバリエーションがある。

バスブーツ（お風呂ブーツ、洗濯ブーツ）
浴室清掃用の防水シューズ。一般にブーツと呼ばれるが、足首丈付近の深さのものが主流。以前はロングタイプ（20cm程度）のものも存在した。
- 防水性を考慮し、ビニール等の一体成型のものが主流。

ハンティングブーツ
狩猟に用いられるもので、ロングブーツもしくは半長靴が一般的。水辺を歩くことを考えて、防水性を重視しているが、足への負担を軽くするため、また深い足跡を残さないように軽量さにも重点が置かれている。岩場などで滑ることを防ぐため、ソールに独特の滑り止めパターンを持つものが多い。
マリンブーツ（ウォータースポーツブーツ、ヨットブーツ、セーリングブーツ、ダイビングブーツ、ジェットブーツ）
ヨットやシュノーケリングなどのマリンスポーツ、特殊小型船舶に用いられるシューズやブーツの総称。または、それらをイメージしたデザインのシューズのこと。
ルームブーツ（ルームシューズ）
室内で着用するブーツ型スリッパ。足首丈のものから膝下丈のものまである。
ワークブーツ
労働者が作業用に履くブーツを総称した呼び名。ファッション用語としては、主に半長靴のうち革製の頑丈なものを指すことが多い。

### ギャラリー

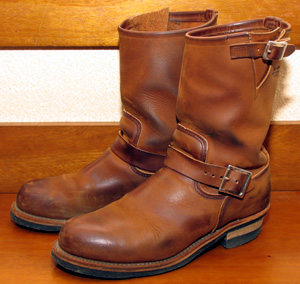
エンジニアブーツ
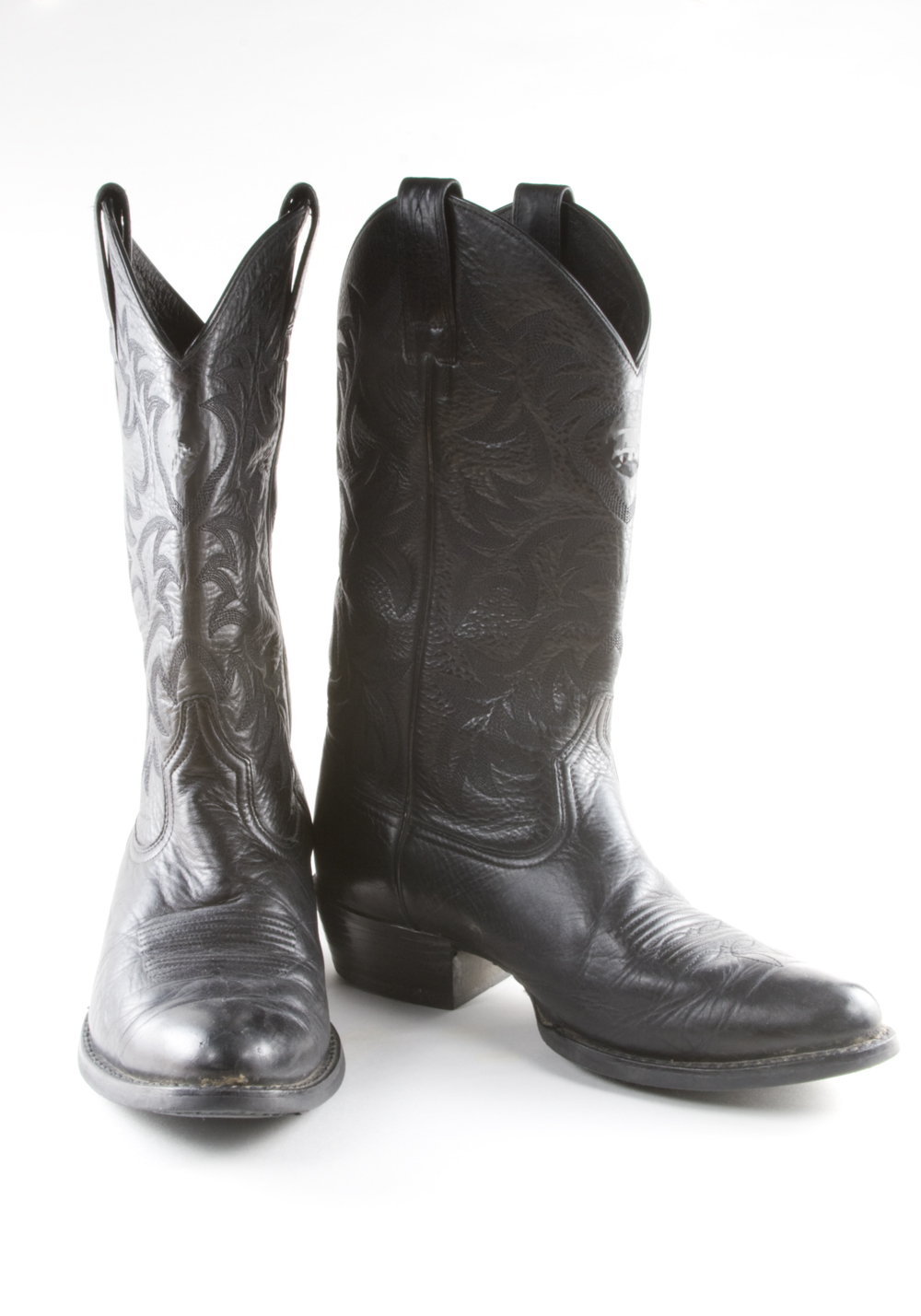
カウボーイブーツ
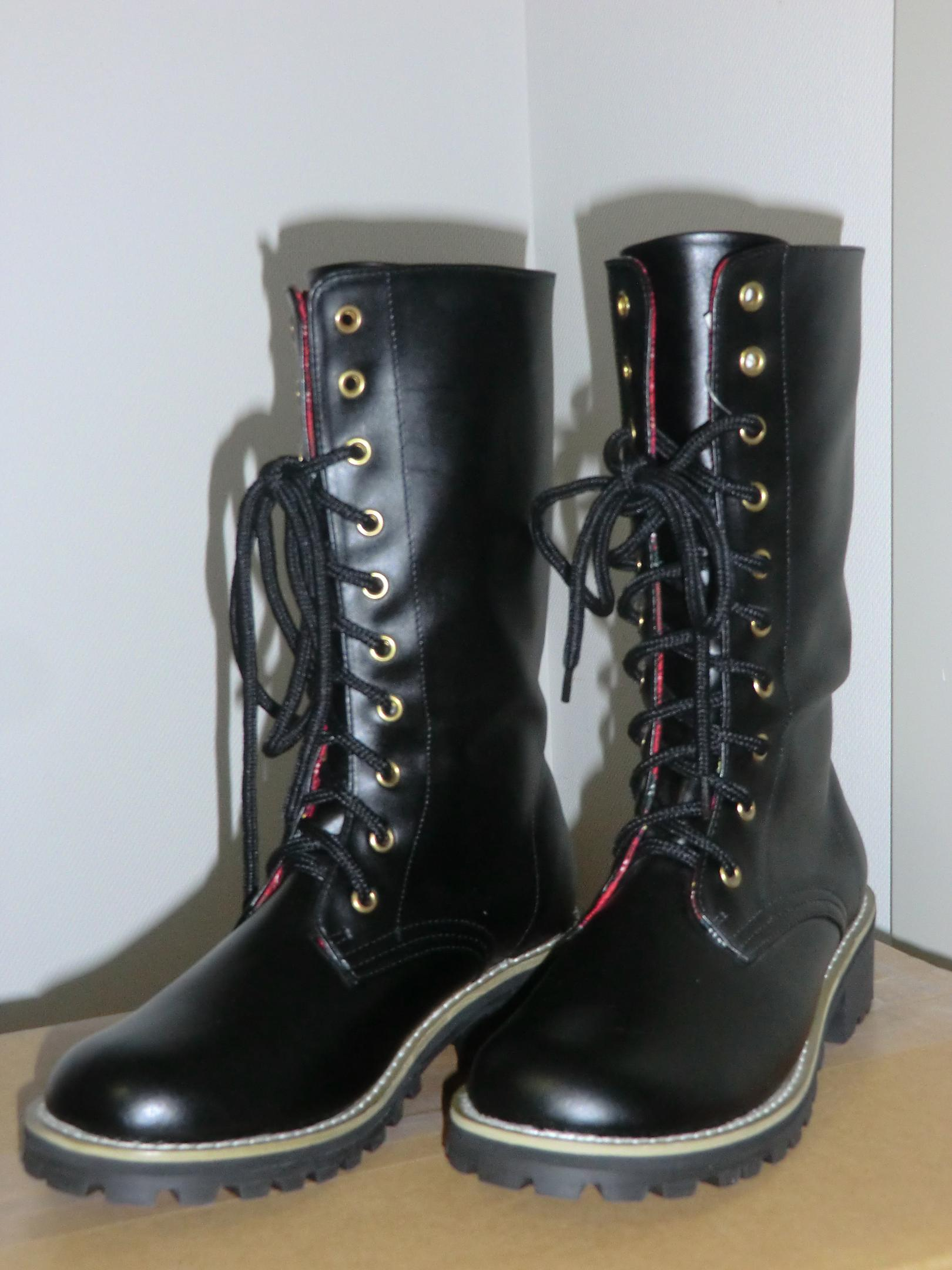
編み上げ(レースアップ)ブーツ
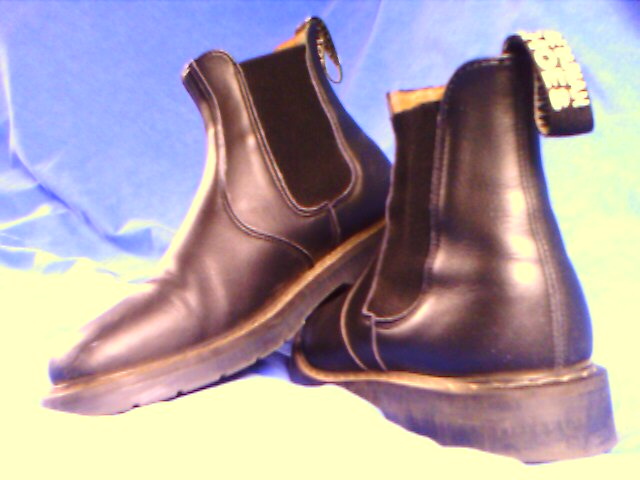
サイドゴアブーツ（チェルシーブーツ）
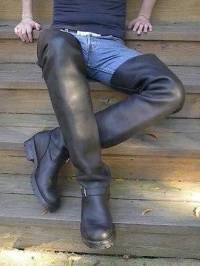
サイハイブーツ
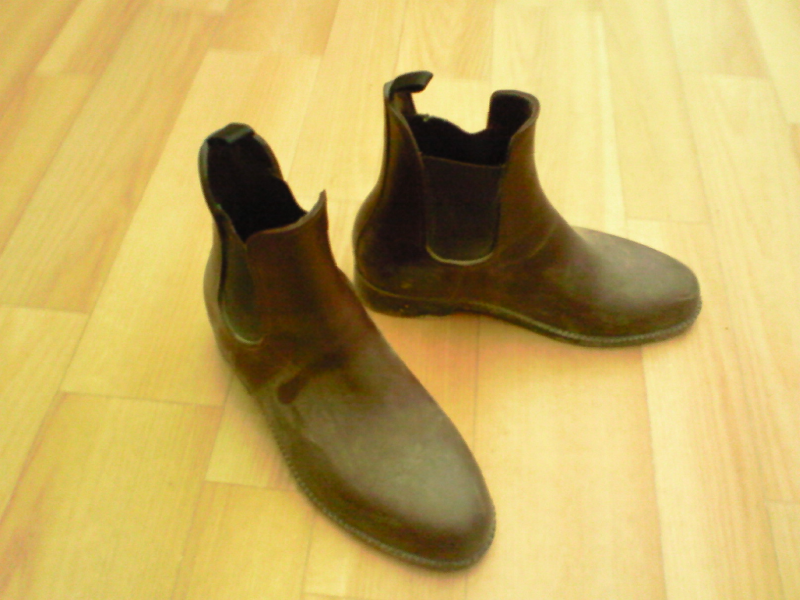
ジョッパーブーツ
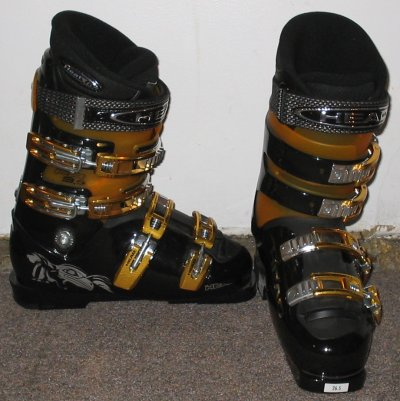
スキーブーツ（アルペン競技用）
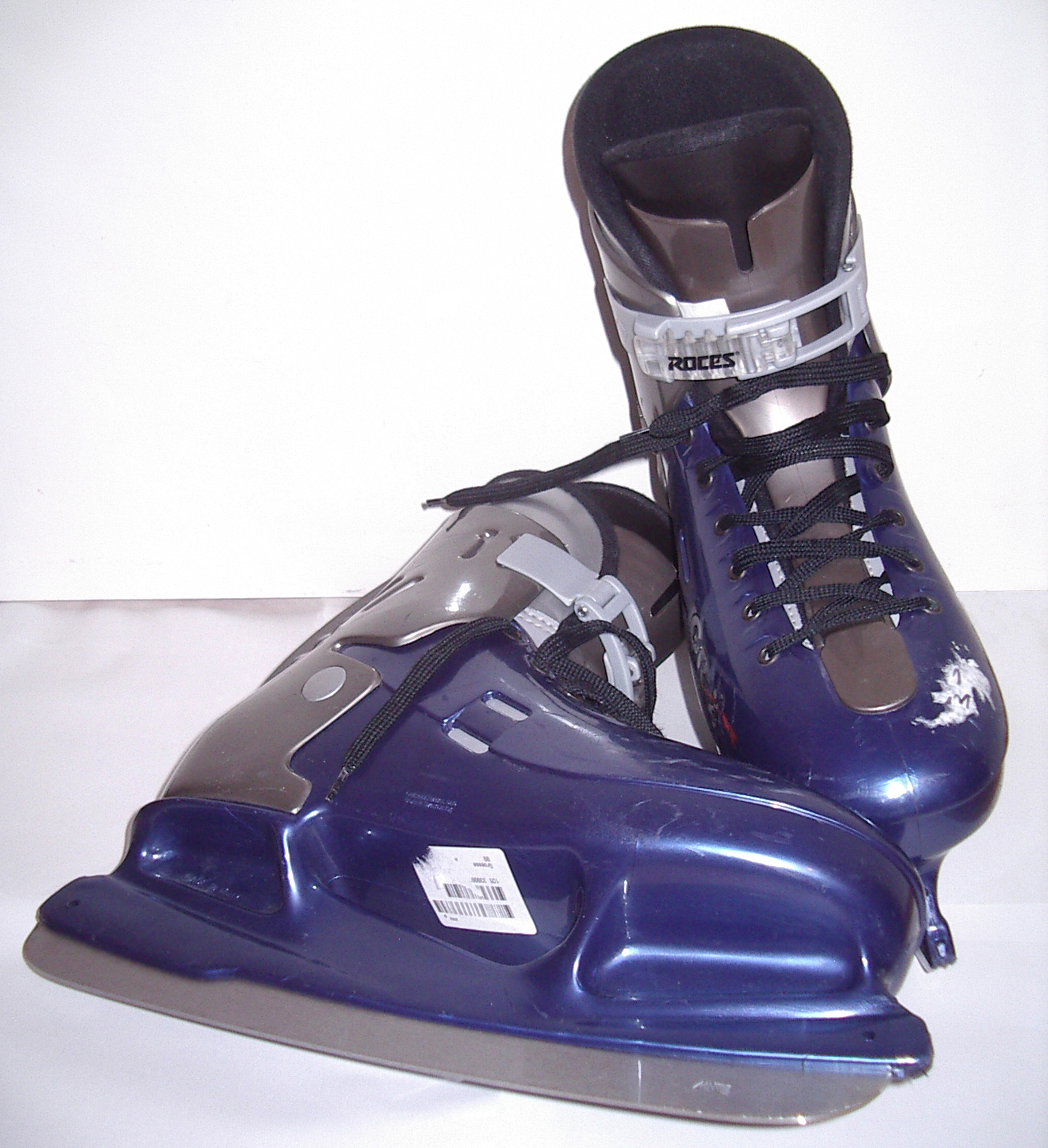
スケートブーツ
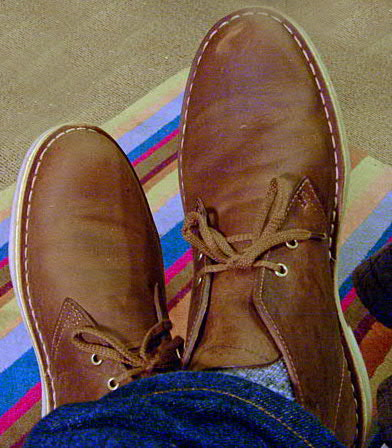
チャッカブーツ
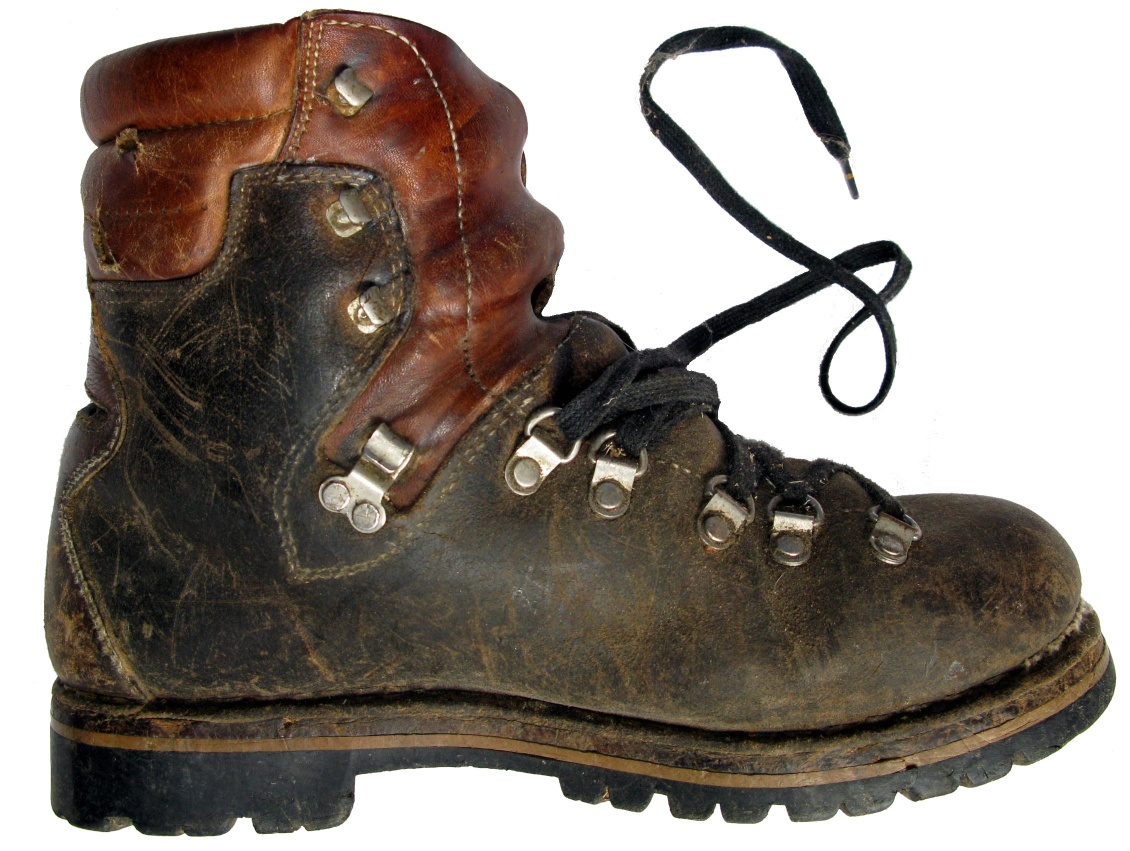
登山靴
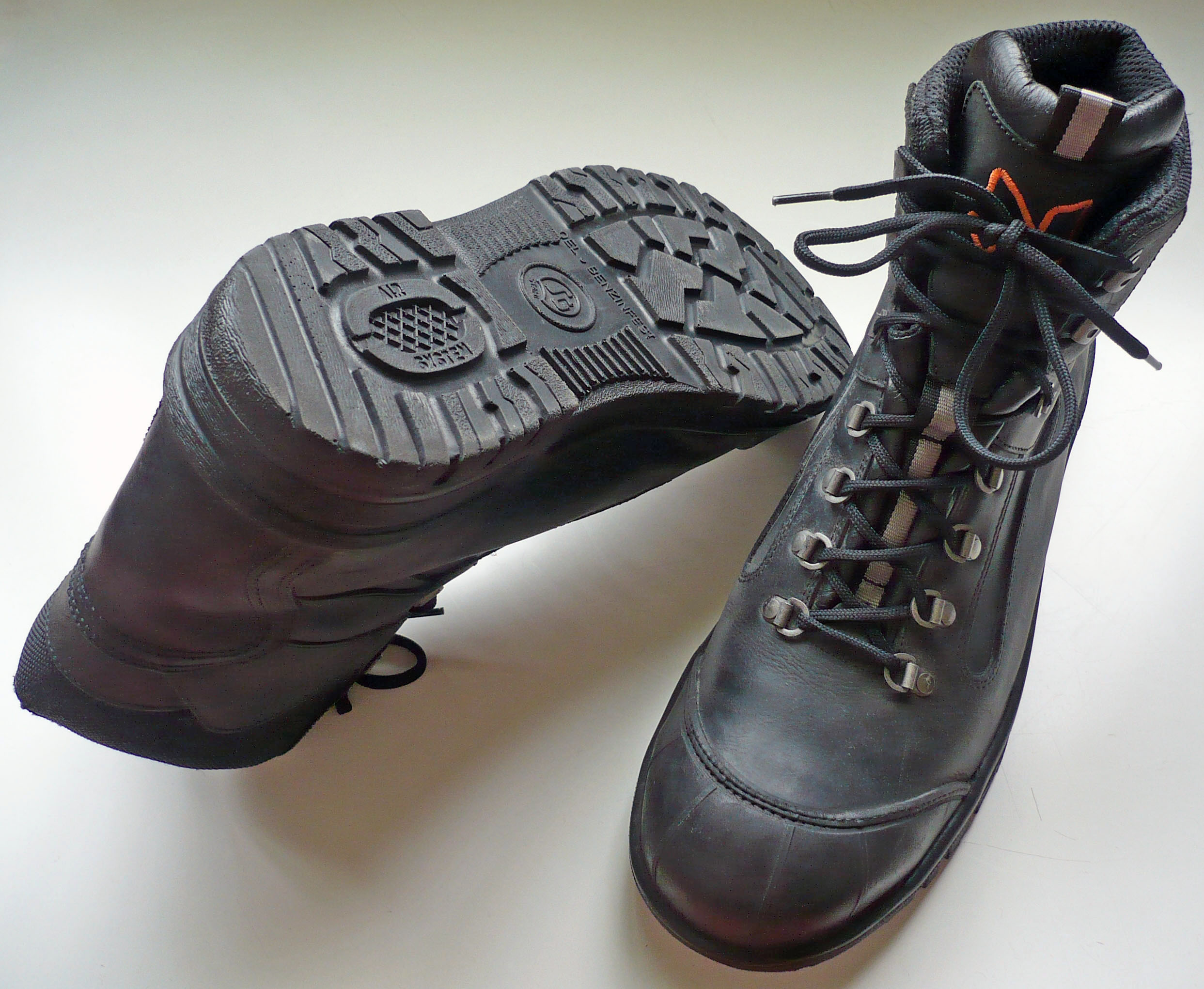
ワークブーツ、土踏まずには耐油・耐ガソリン性があると記されている
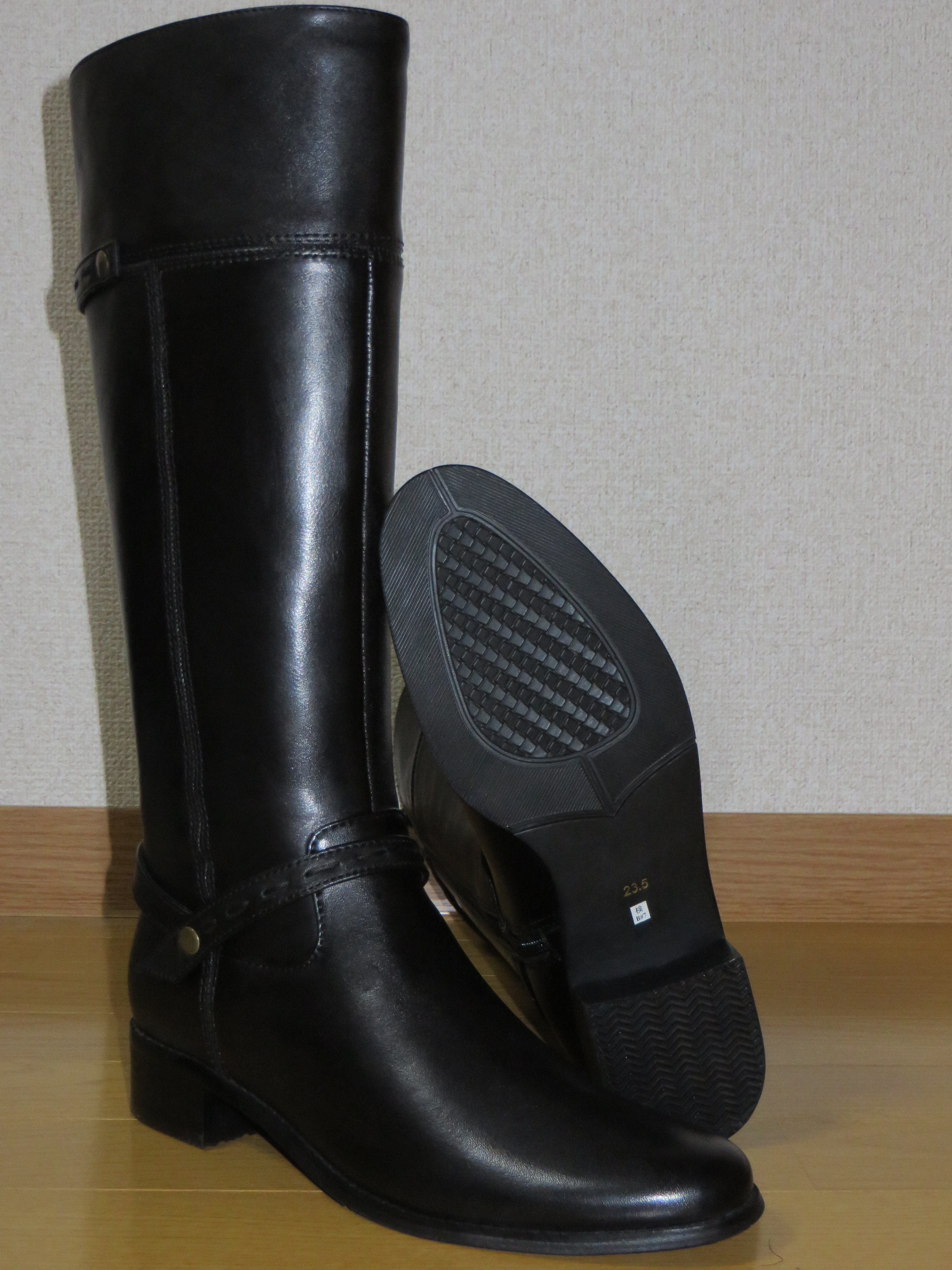
ジョッキーブーツ（ファッション）
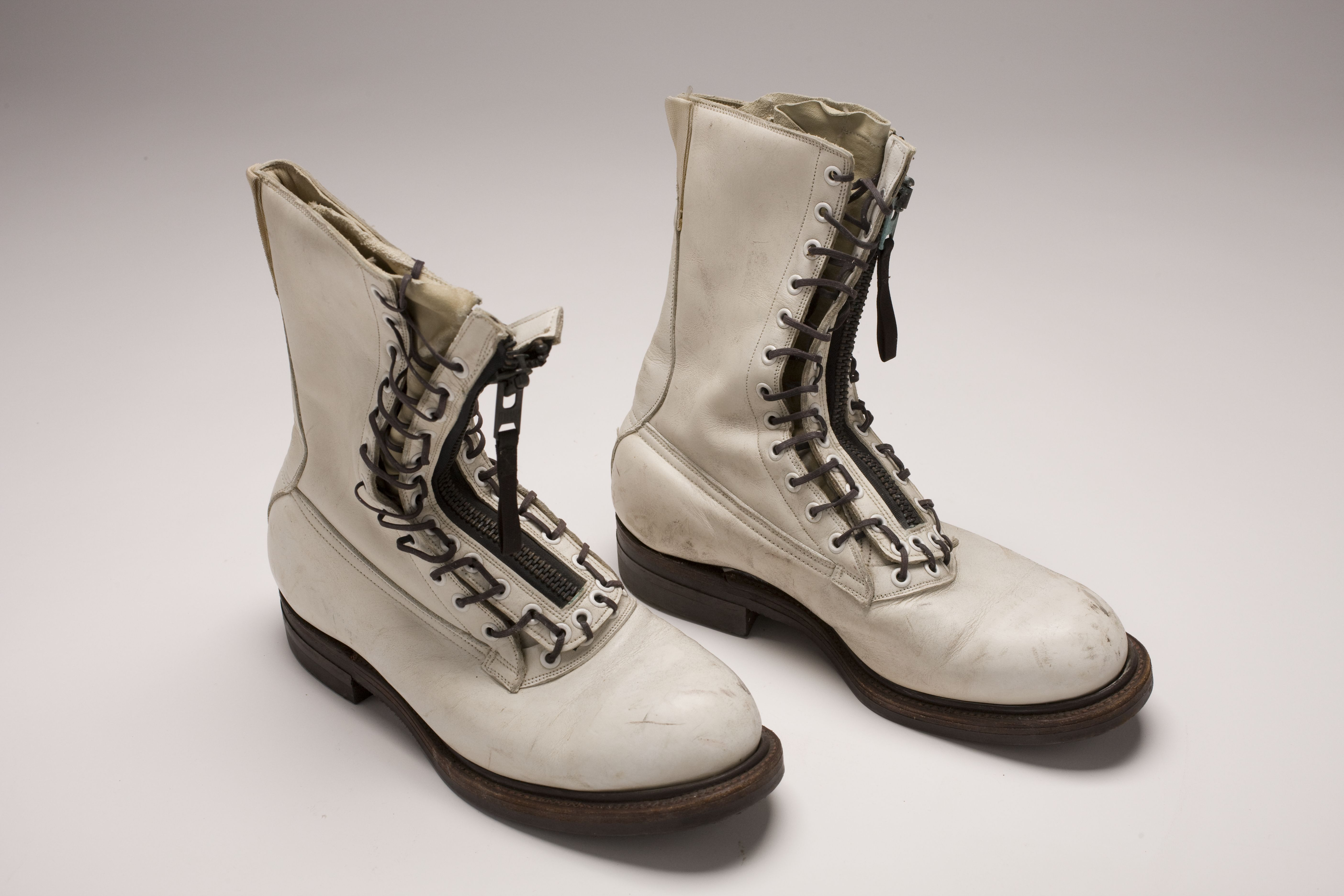
フライトスーツブーツ

## 乗馬ブーツ

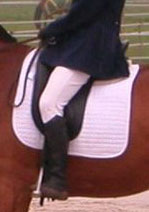
ブーツを着用した騎手の脚部

おもにブリティッシュスタイルの馬術において、騎乗時に騎手が着用するブーツ。本革製で膝下くらいの高さまであるものが多い。馬場馬術競技などにおいてはほとんどの大会、競技会において着用が必須とされている。
ブーツの種類としては古くから存在するもので、特にデザインや形状などで通常のロングブーツと大きく異なる点はない。物によっては鞍や馬体にフィットするように意図して作られており、特にブリティッシュスタイルでは騎手の脚に密着するきつい装着感のあるものが用いられる。踵のやや上に、拍車台と称される突起がある。鐙（あぶみ）に足が入り込むことのないよう、ヒールは必須である。

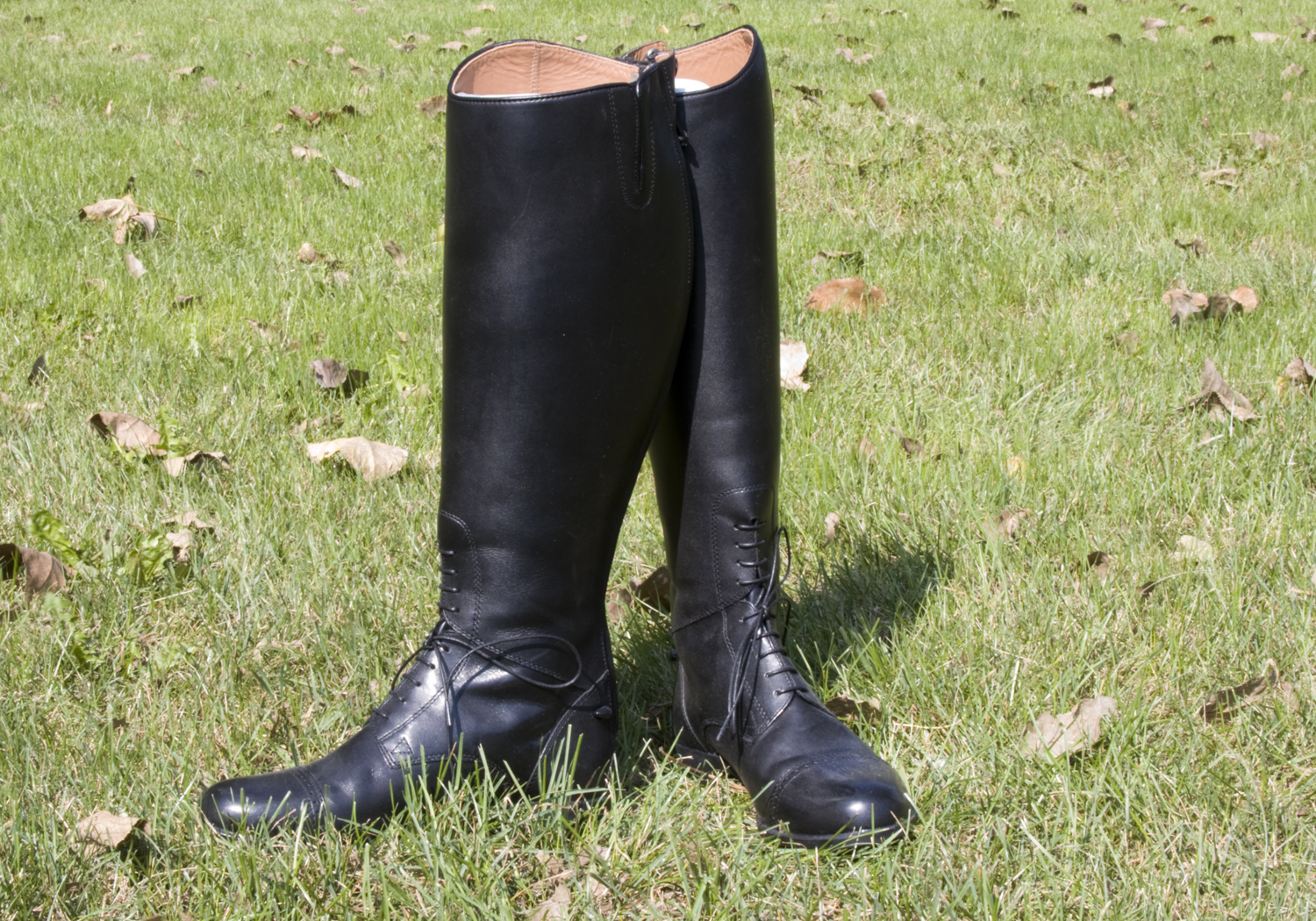
乗馬ブーツ

足首を締めるための編みこみの有無は障害飛越競技においては問われないが、馬場馬術競技では通常編みこみ無しの長靴が義務付けられる。多くは黒の一色だが茶色も用いられ、全体が黒色で最上部5〜10cmだけを茶色革を使ったものは障碍飛越などで好まれる。
日本における馬術用語としての呼び方は正式には「革長靴（かわちょうか）」といい、略して「カワチョウ」と呼ばれることも多い。対してゴム製の乗馬用長靴は「ゴムチョウ」と呼ばれる。
ウエスタンスタイルの馬術においては、カウボーイブーツ（ウエスタンブーツ）を用いる。

## 軍隊とブーツ
軍隊においては、軍服（軍装品）の一種たる軍靴としてブーツが採用されることが極めて多い。この軍用ブーツの場合、日本では上述の乗馬ブーツを長靴（ちょうか）、脛の中間のあたりまでの長さのものを半長靴（はんちょうか）、踝まであるレースアップ（編上げ）タイプの物を編上靴（へんじょうか、自衛隊においては半長靴と呼称）と主に称する。編上靴には脚絆（ゲートル、レギンス。巻脚絆、革脚絆）を合わせて着用されることがある。
脚、足部の保護、足を挫いて捻挫することの防止、保温、ズボン裾の汚れの防止、制服上の差別、儀礼等を目的に着用されている。
軍馬に跨る乗馬本分の軍人（騎兵など）は長靴を履きまた拍車を付けていたが、軍隊の機械化（自動車化）により馬が軍隊で使用されなくなるにつれて拍車共々乗馬ブーツは余り使用されなくなっていった（アメリカ陸軍、イギリス陸軍など）。反面、おおむね第二次世界大戦までの近代各国軍（ドイツ国防軍・武装親衛隊、日本陸軍、ソビエト労農赤軍、イタリア王立陸軍、フィンランド陸軍など）では乗馬文化の名残や未だ続く軍馬の利用を含め、乗馬本分の関係無しに乗馬ブーツと対になる乗馬ズボンの組み合わせは将校准士官を中心にポピュラーであった。
第二次大戦後は一部の軍隊（東ドイツ軍、ソビエト連邦軍など）で引き続き長靴が採用されているところもあったが、冷戦終結後の現代の今日では、戦闘用（戦闘服）としては編み上げの半長靴が主流である。昔ながらの長靴は栄誉礼やパレード（観兵式・観閲式）などといった式典・行事における儀仗兵（ドイツ連邦軍、ロシア連邦軍、フランス共和国軍、中国人民解放軍、朝鮮人民軍など）の礼装や、女性兵士の制服（スカート）との組み合わせ（パンプスだと式典などでの行進時に脱げやすいと言った理由から）で使用されていることが大半である。なお、戦地や訓練・演習以外の通常勤務（常勤）では、主に普通の紳士靴である革靴（ビジネスシューズ）、古くはトラッドなサイドゴアブーツが主に着用され、これらは半靴（はんか）や短靴（たんか）と呼ばれる。

### 長靴

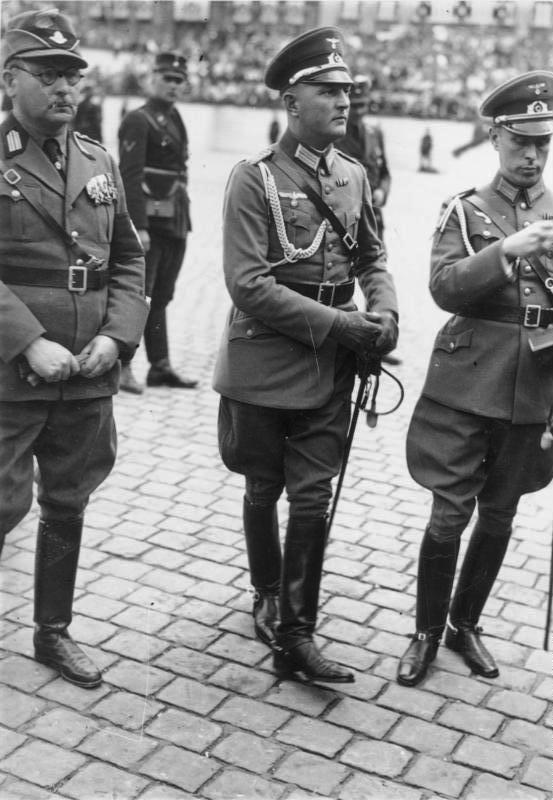
1930年代中期のドイツ陸軍将校と、国家労働奉仕団幹部（左）
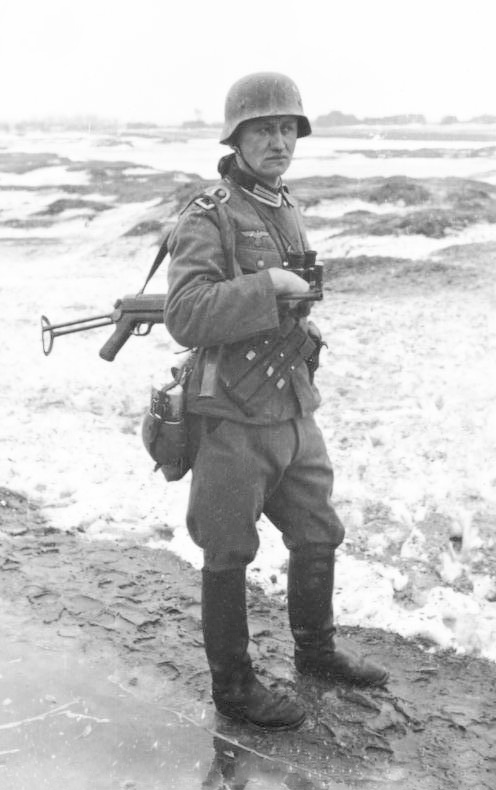
第二次大戦時のドイツ陸軍下士官
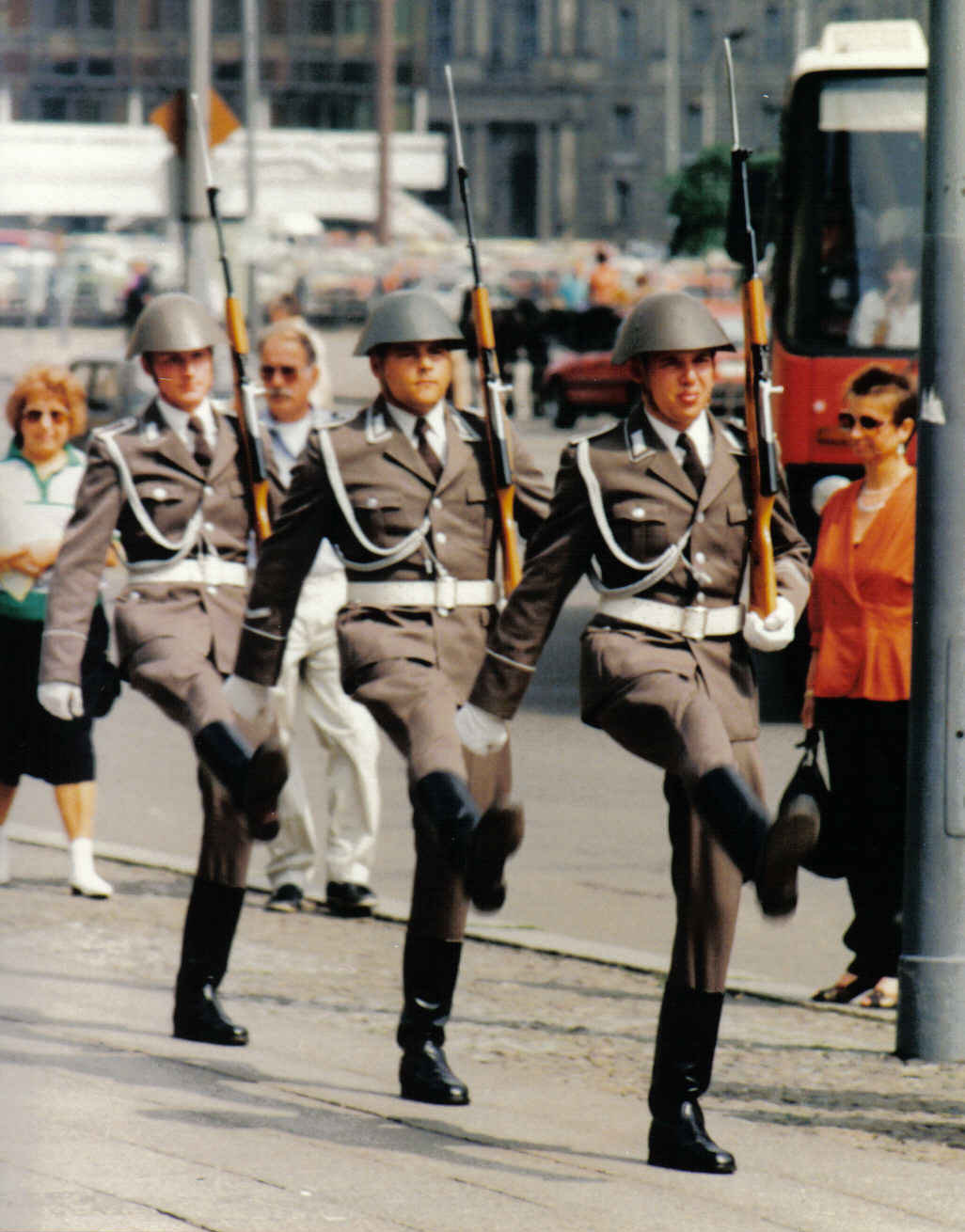
東ドイツ陸軍・フリードリヒ・エンゲルス衛兵連隊の兵士
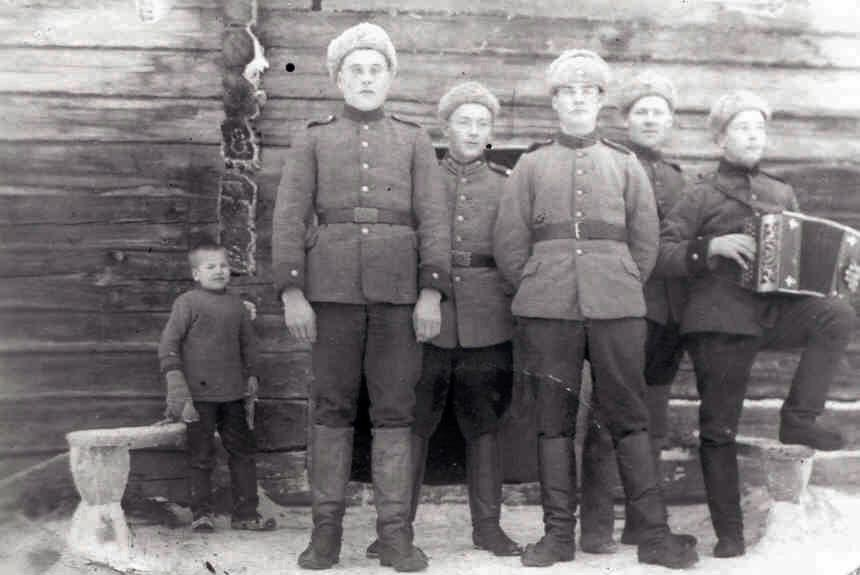
冬戦争時のフィンランド陸軍兵
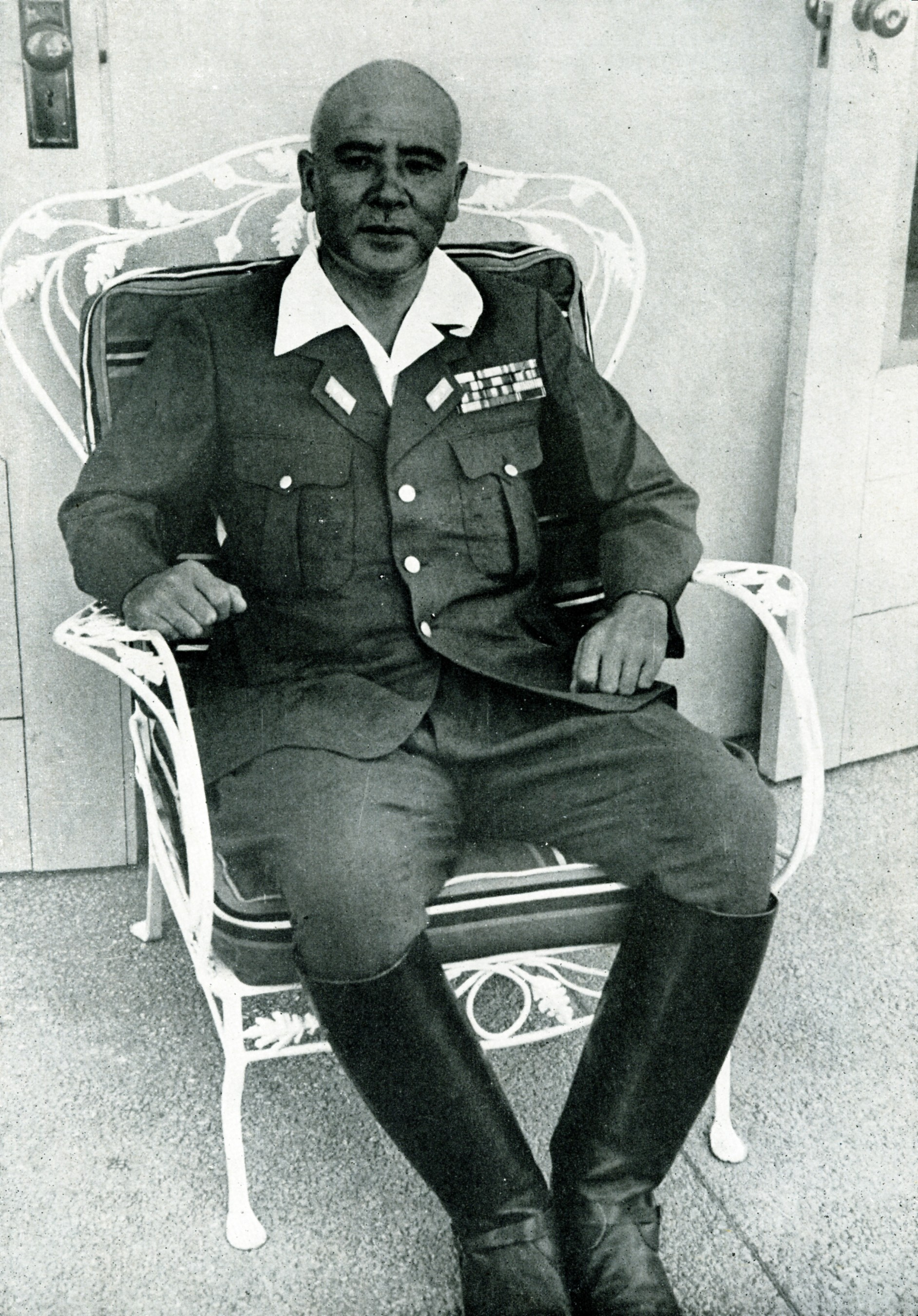
太平洋戦争時の日本陸軍将校
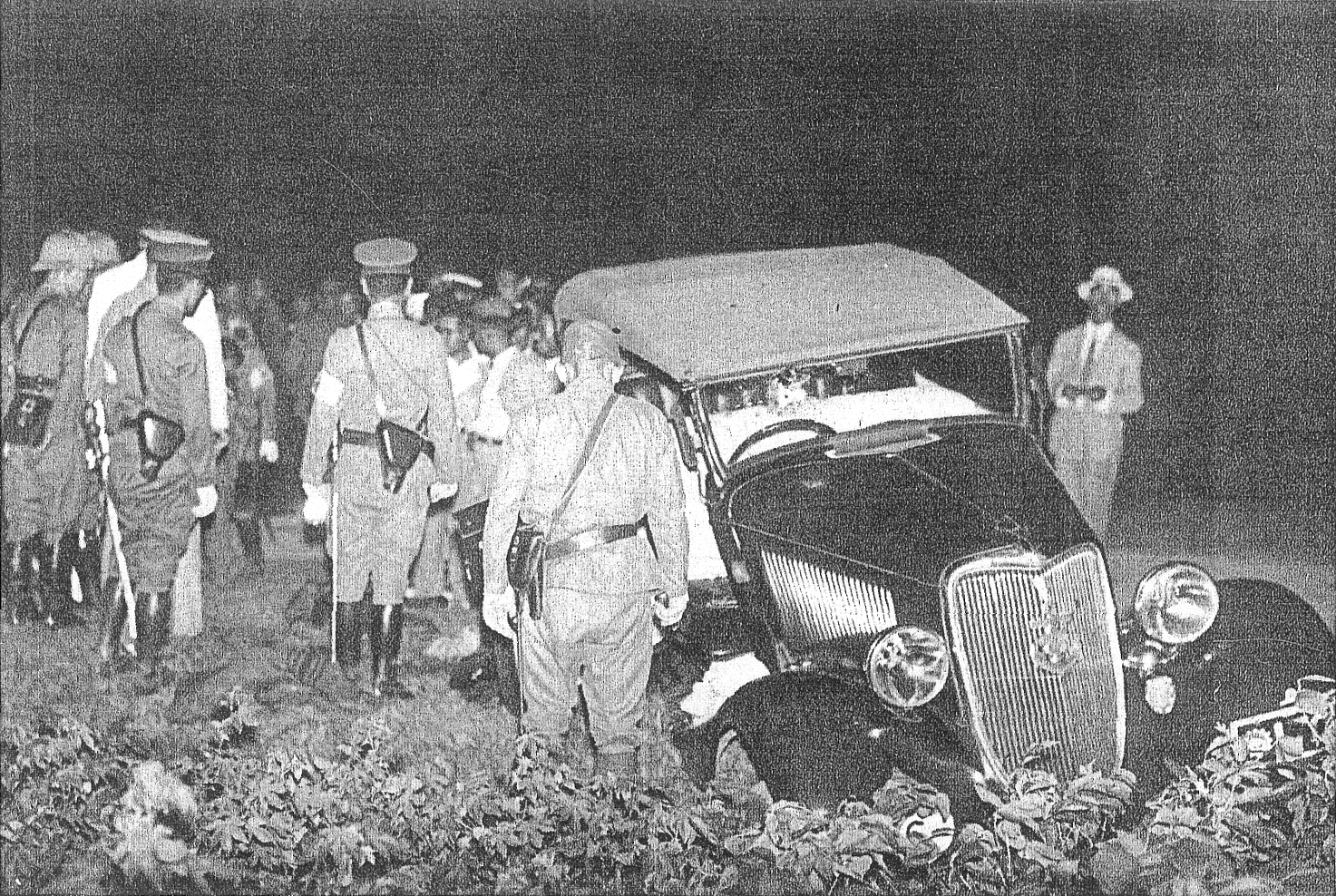
日中戦争時の日本陸軍下士官兵（憲兵）
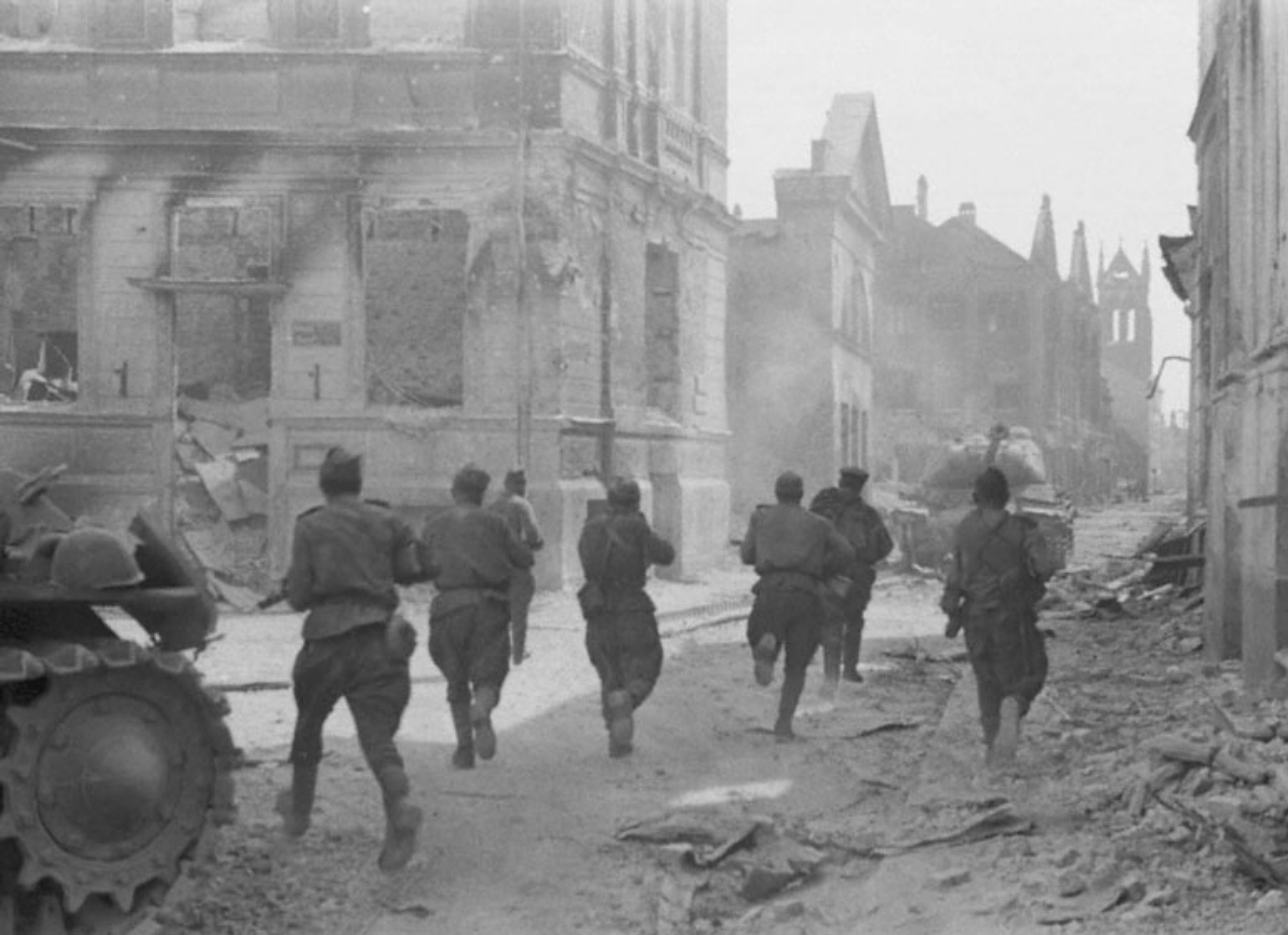
第二次大戦時のソ連赤軍兵
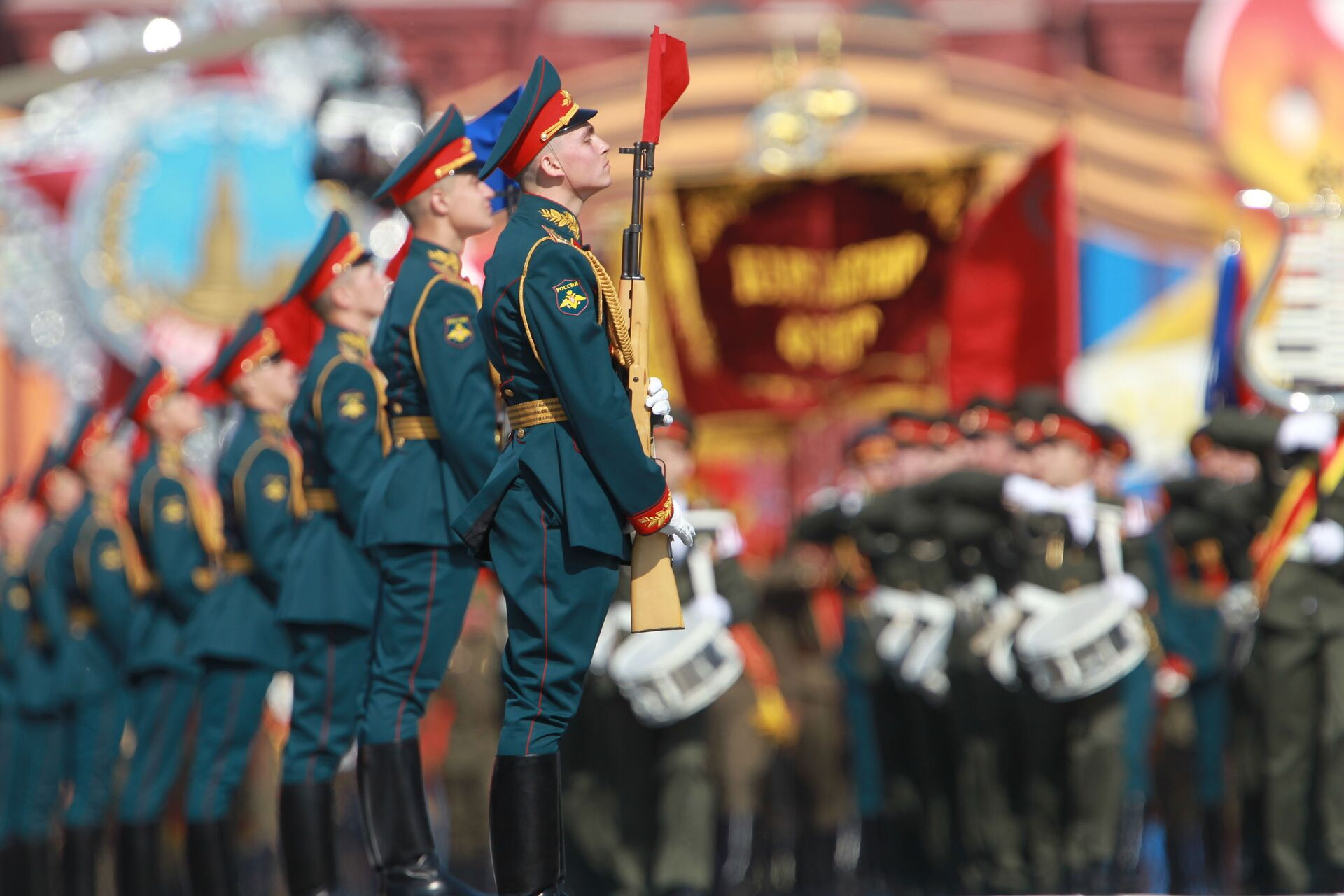
儀丈用途としての長靴。ロシア陸軍
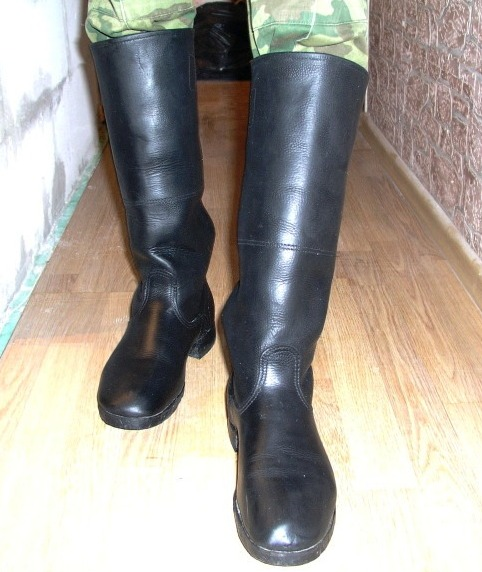
ロシア連邦軍の長靴
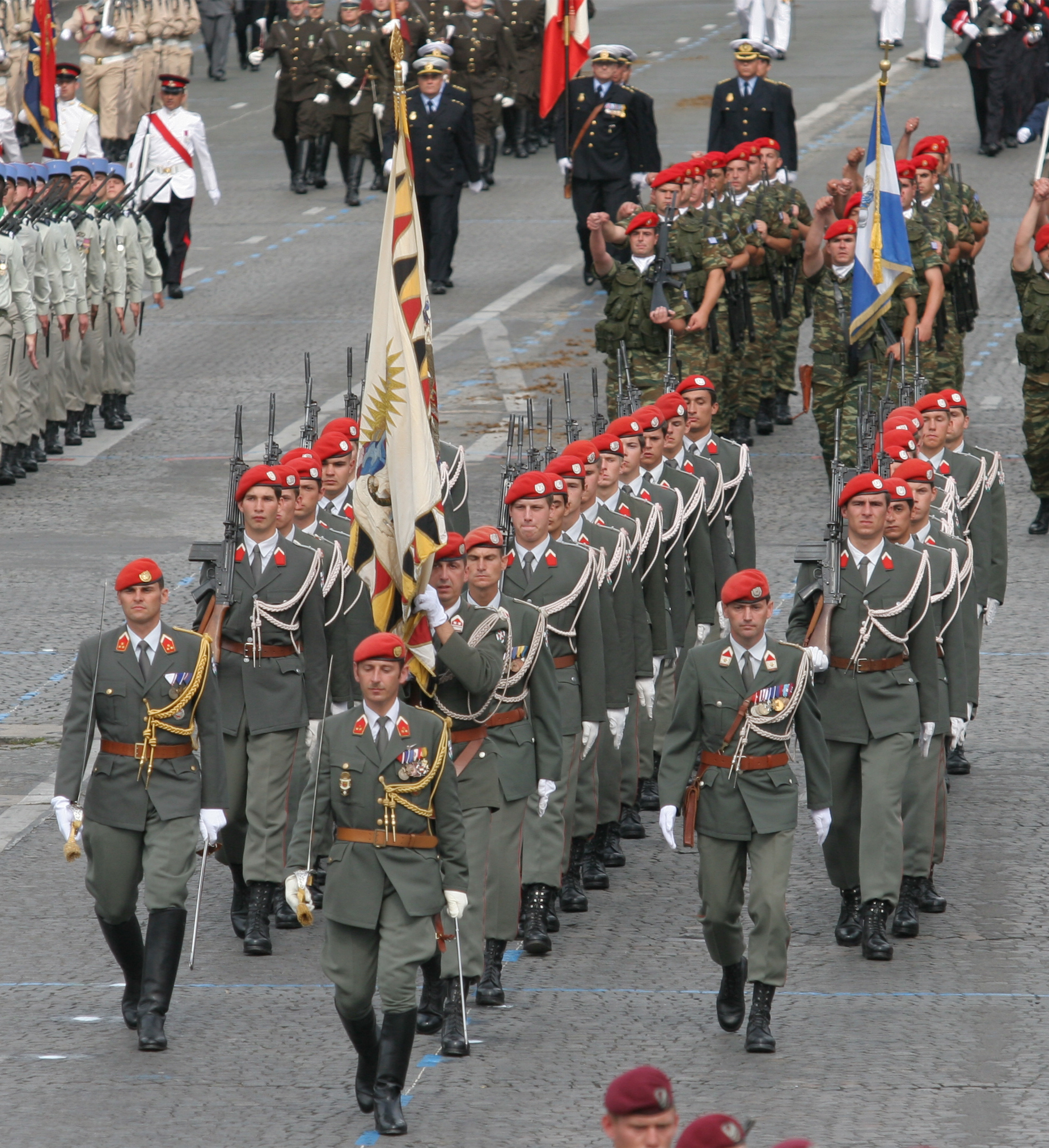
儀丈用途としての長靴（軍刀を佩用している先頭の指揮官と軍旗の誘導将校）と通常の編上靴。オーストリア軍
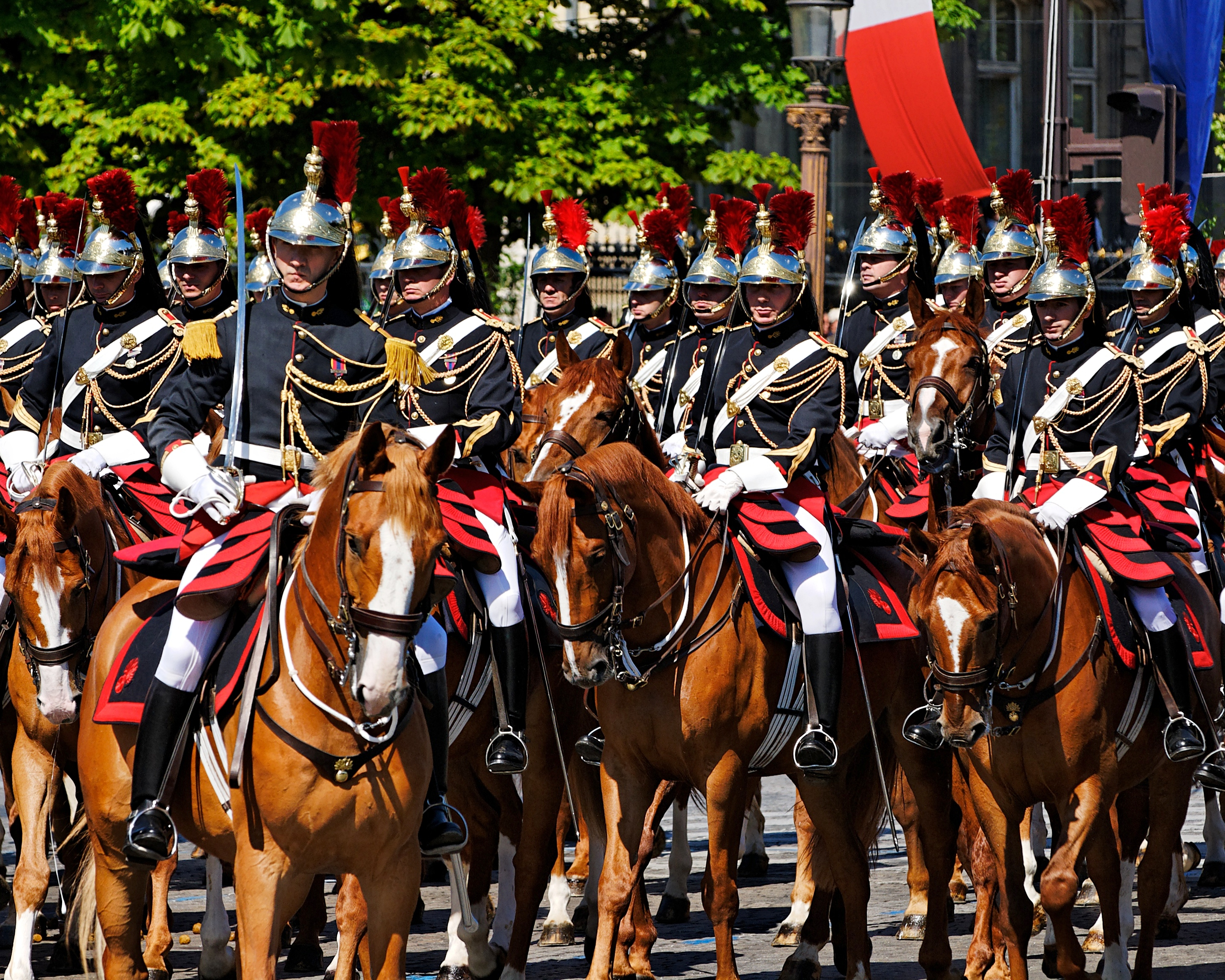
儀丈用途としての長靴。フランス共和国親衛隊

### 半長靴・編上靴

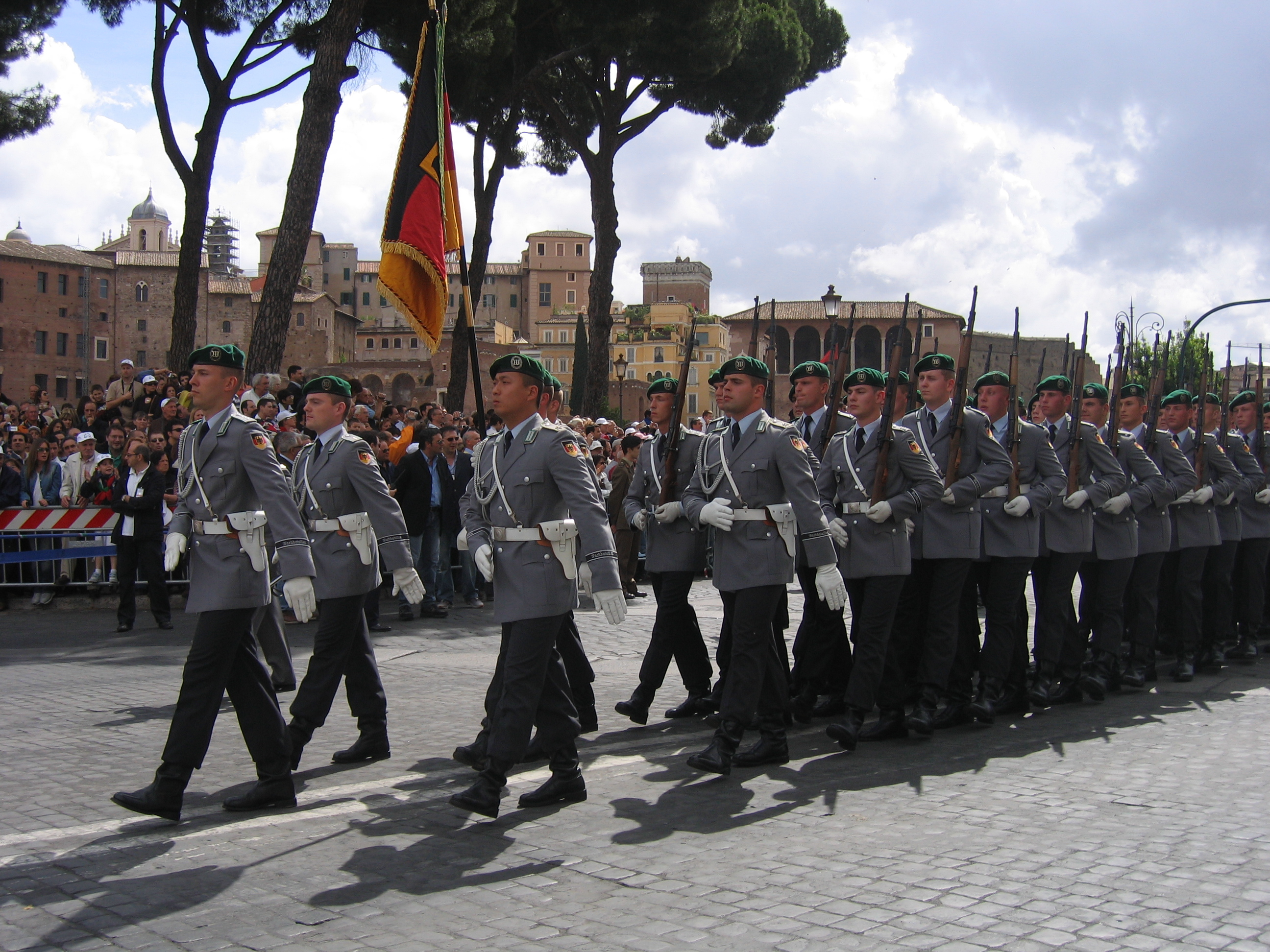
ドイツ連邦陸軍
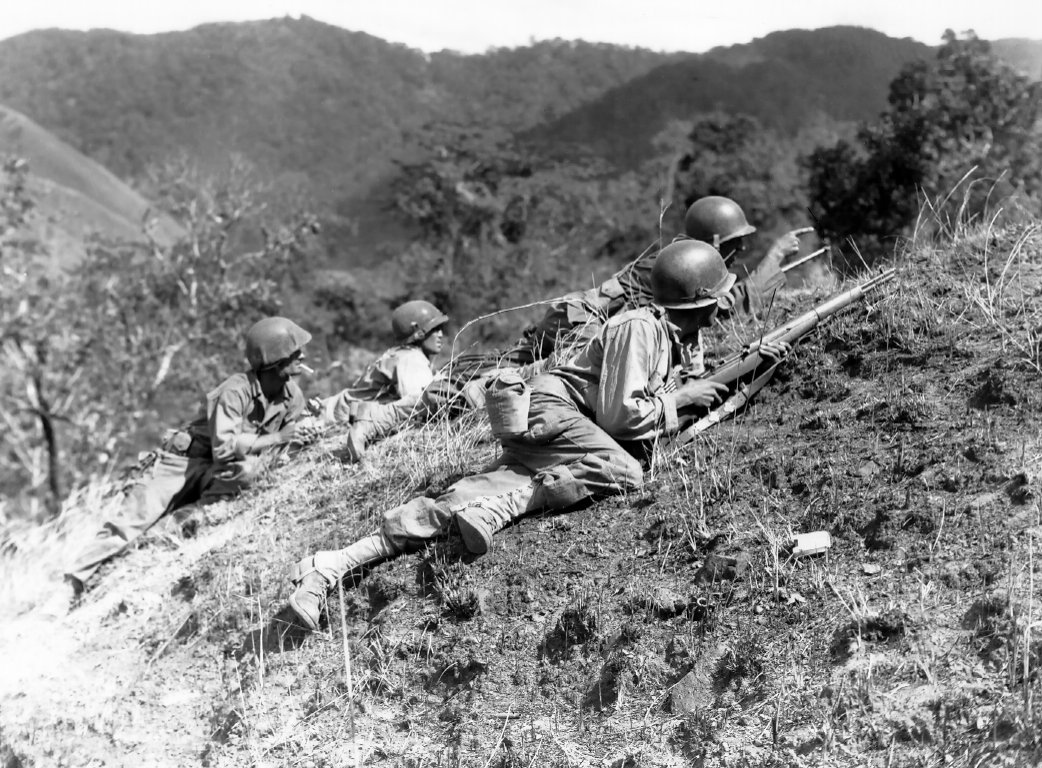
第二次大戦時のアメリカ陸軍
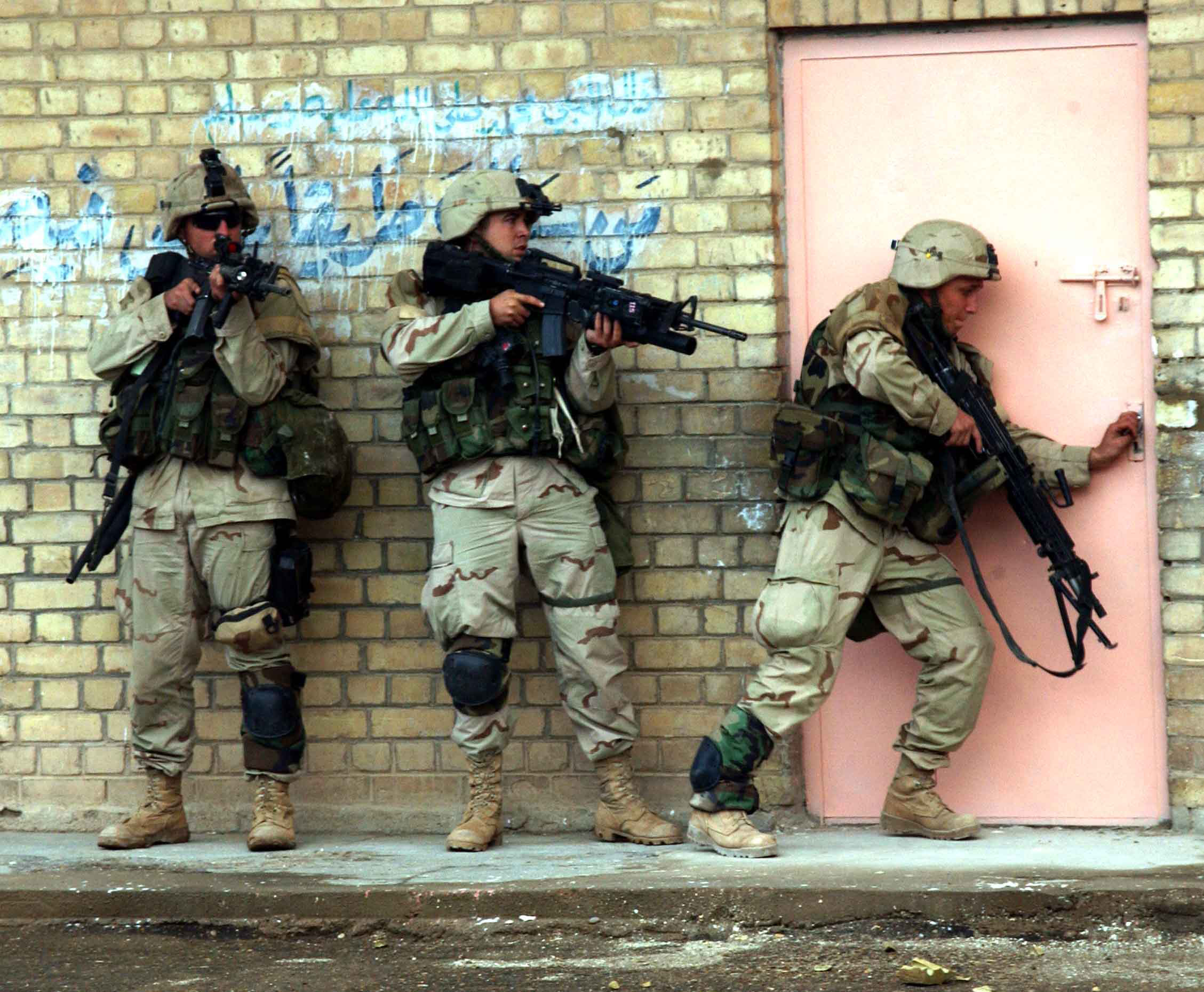
アメリカ陸軍
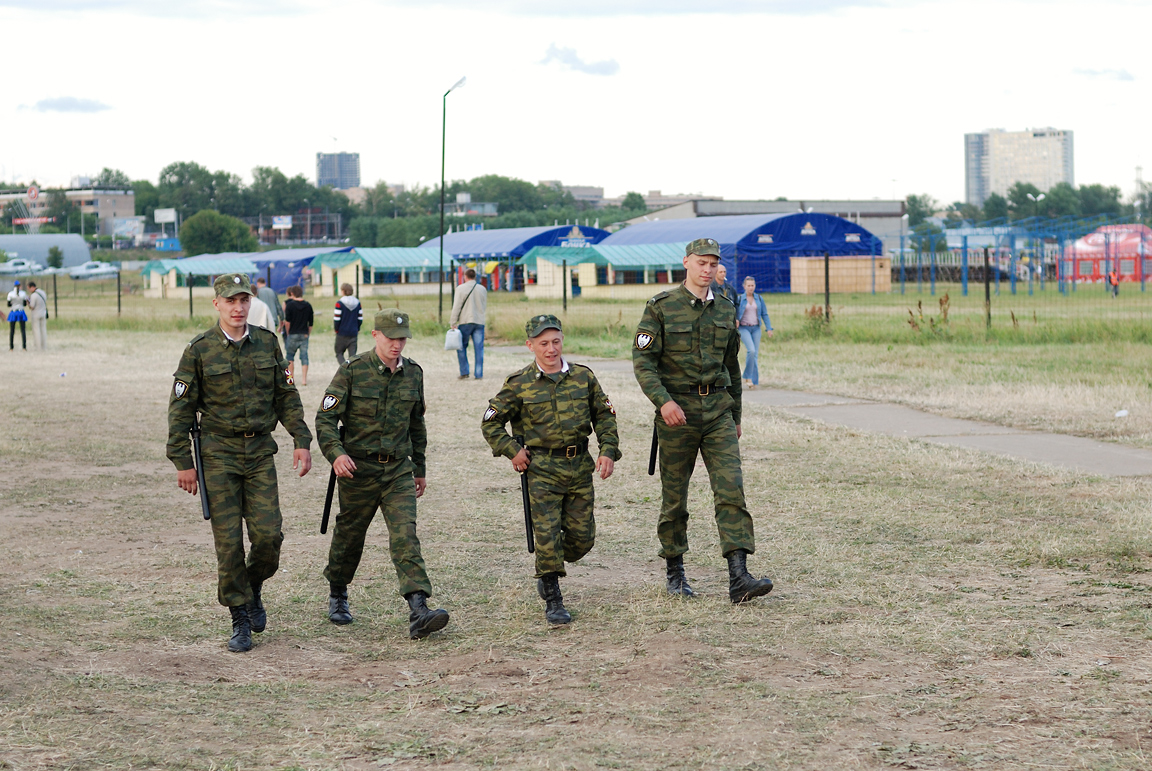
ロシア内務省国内軍
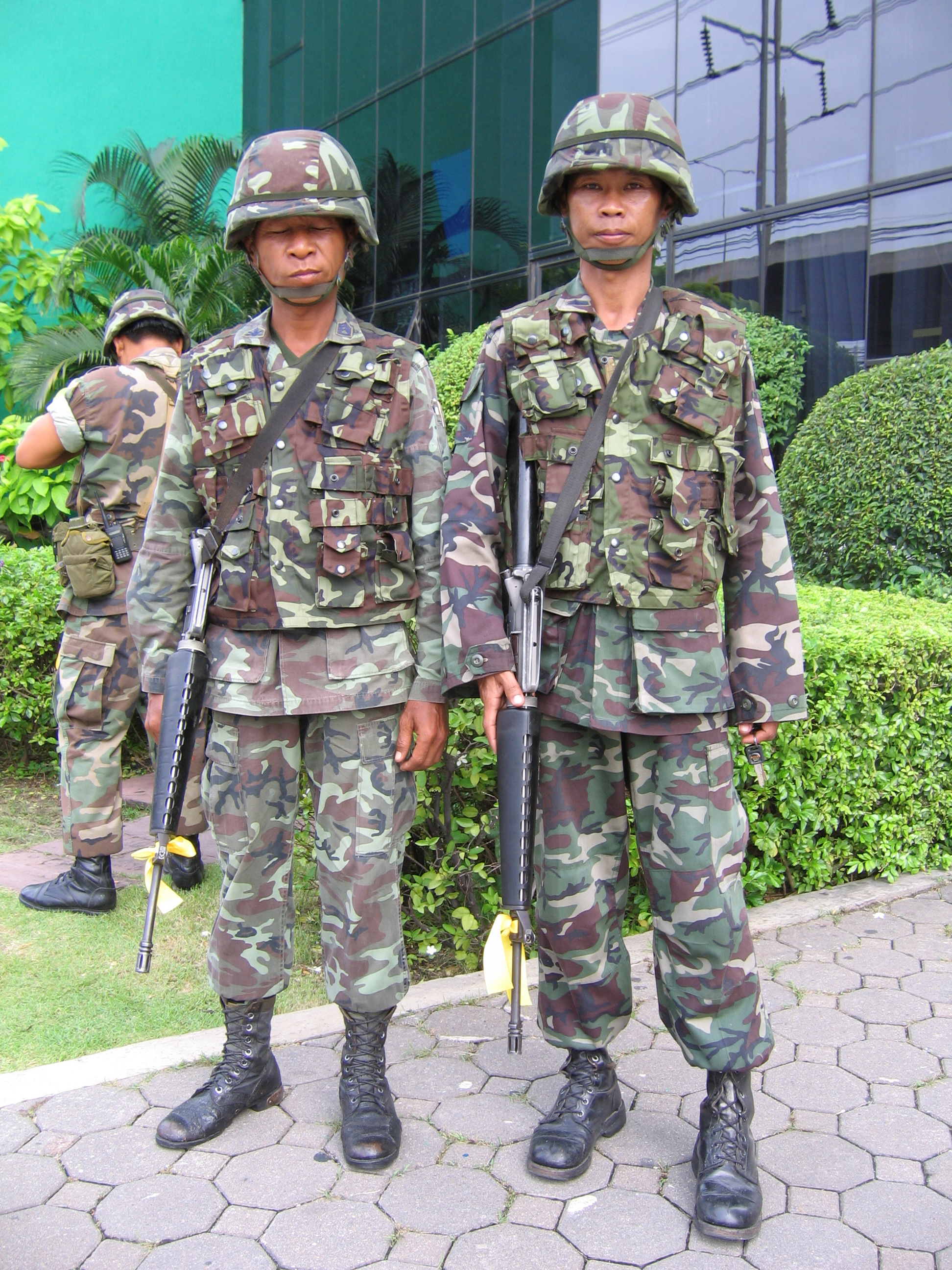
タイ陸軍
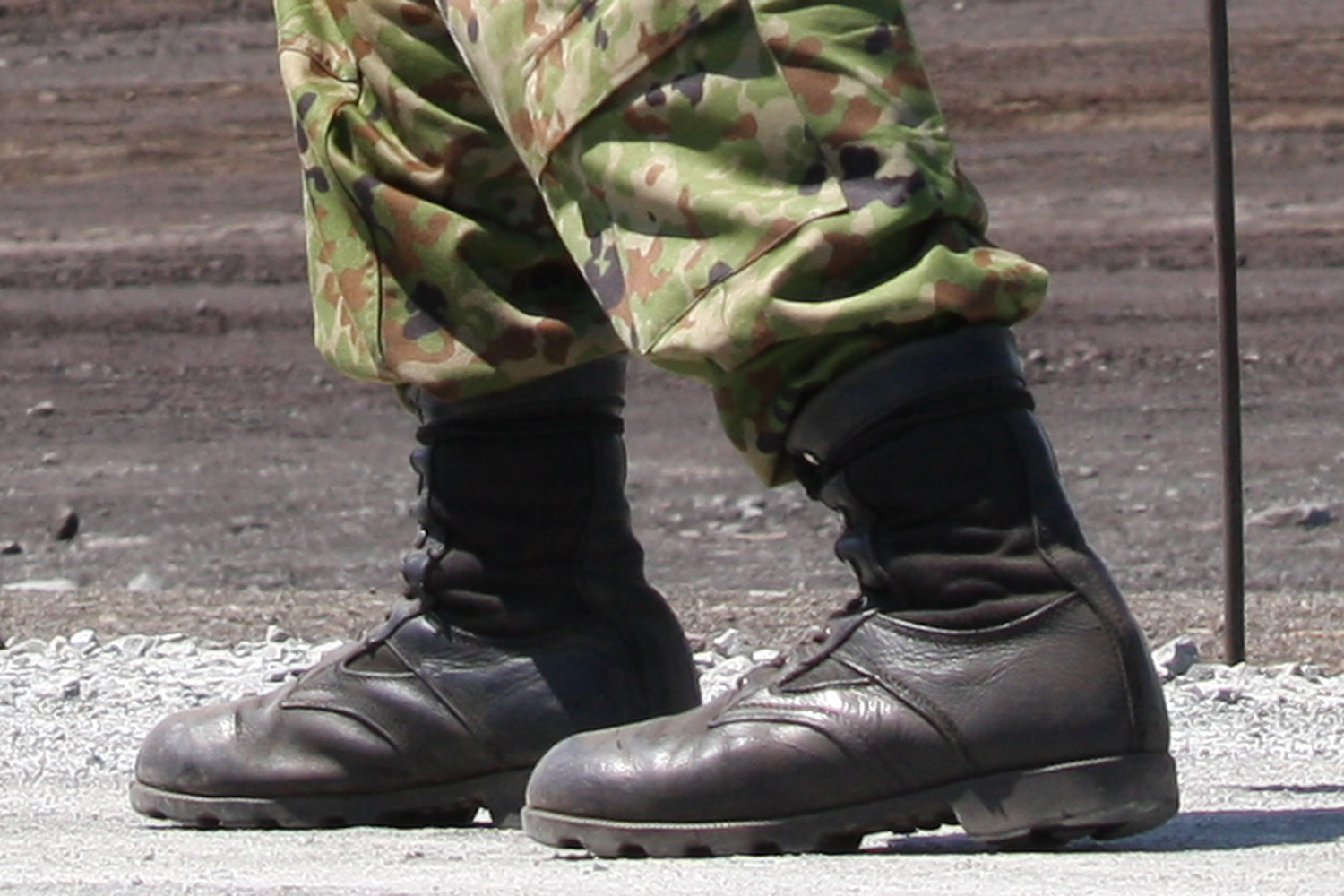
戦闘靴2型を履く陸上自衛隊
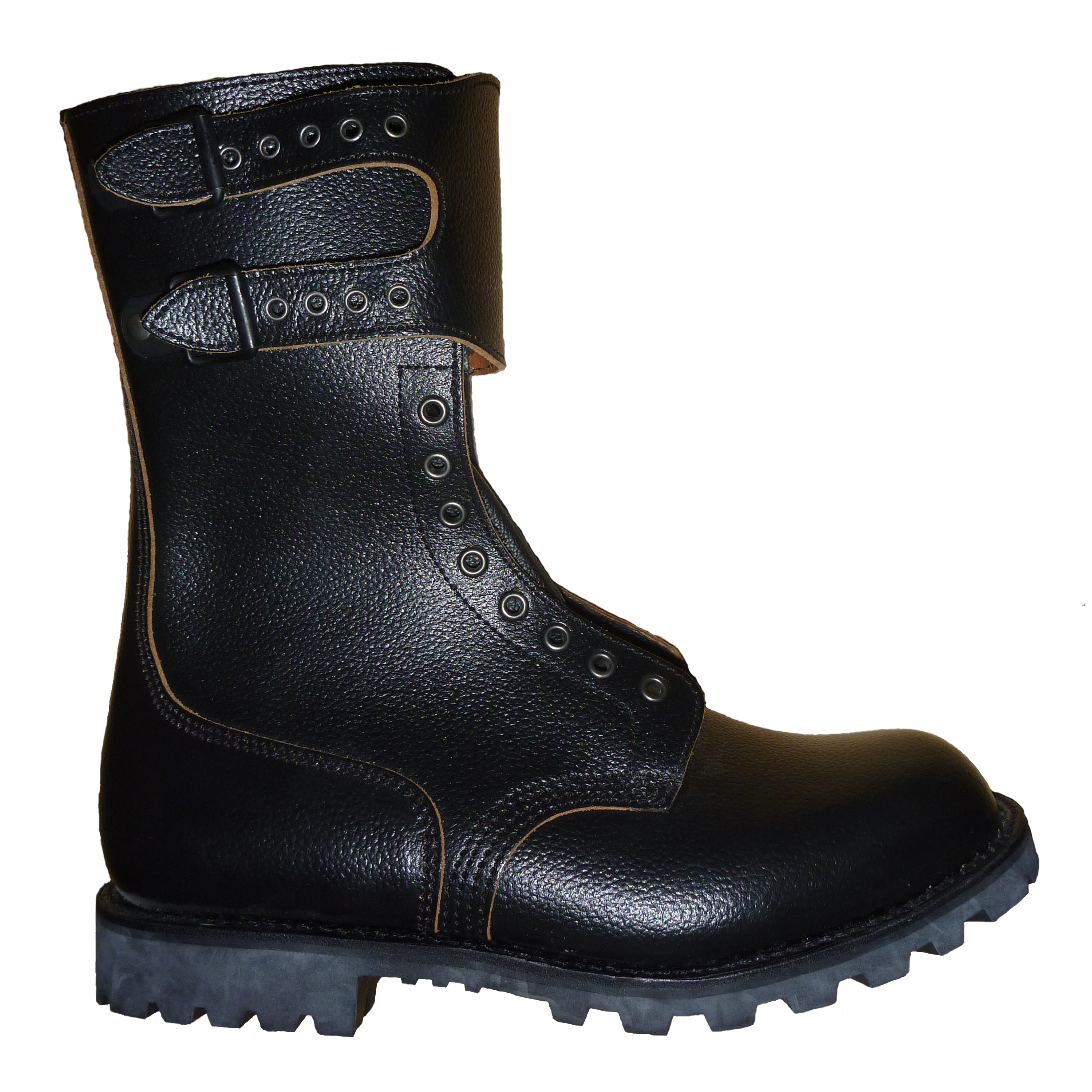
フランス軍の脚絆付き半長靴

### 警察
日本の警察においても外勤での活動性の良さからブーツ着用が奨励されている。警察官の制服のなかには編上げブーツも含まれ、制服支給の際に同時に配布される。アメリカ合衆国の警察でもブーツ着用が奨励されており、ハイウェイパトロールのうちオートバイ要員や騎馬警官など、革長靴が正式な制服になっている組織も少なくない。

## ブーツの脱ぎ履き
ブーツは靴紐やベルト、ファスナー、マジックテープ以外にもブーツジャック（en）やブーツプルなどのブーツの脱ぎ接ぎをする台を用いることもある。

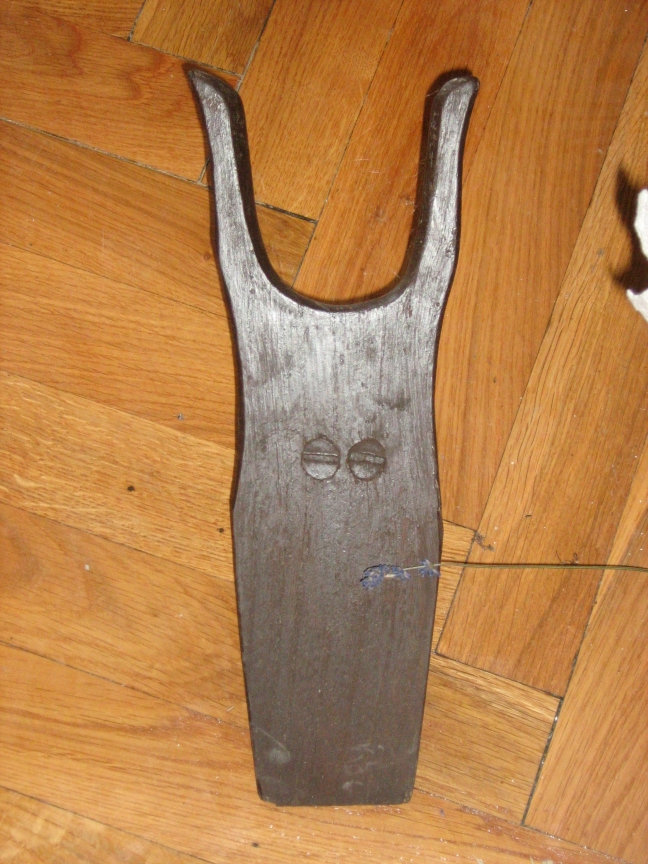
ブーツジャック
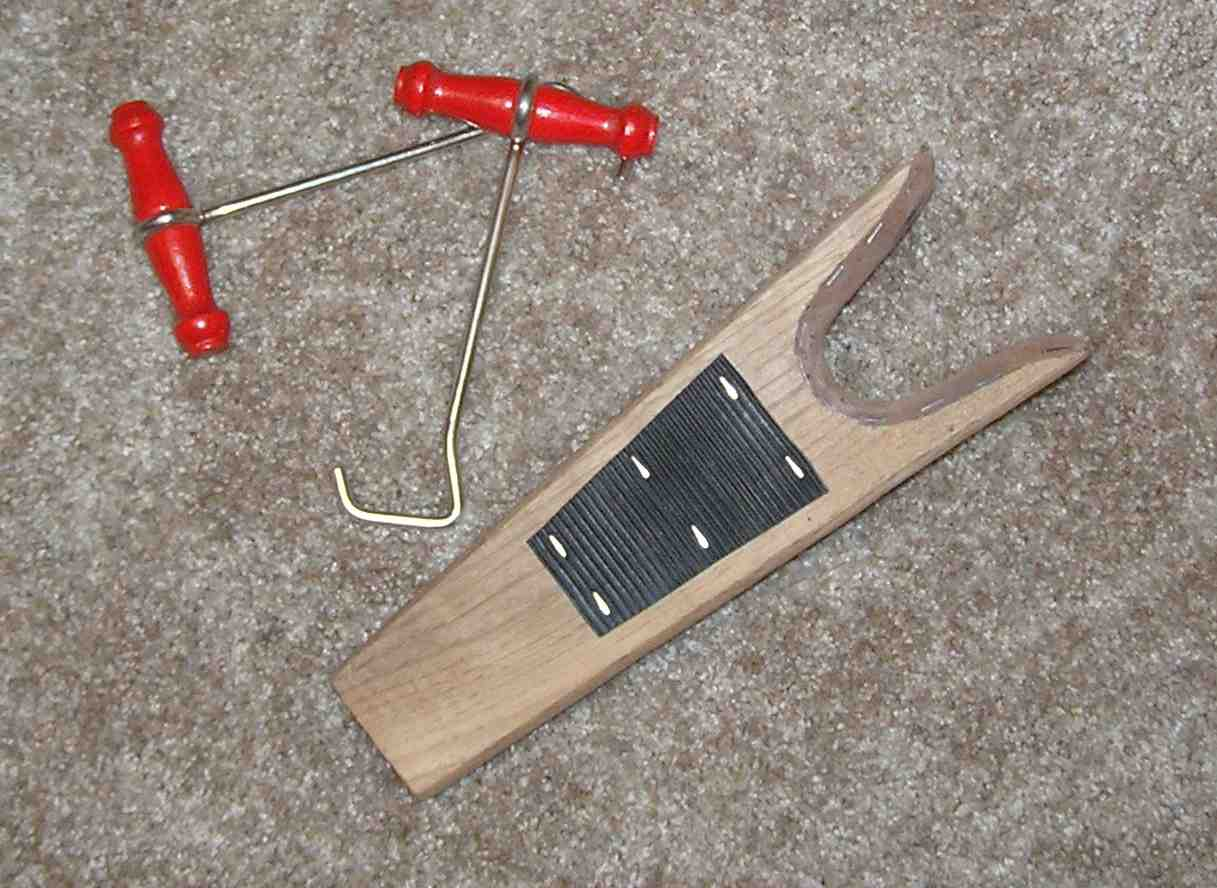
ブーツジャックとブーツプル（丸い金具状の物）
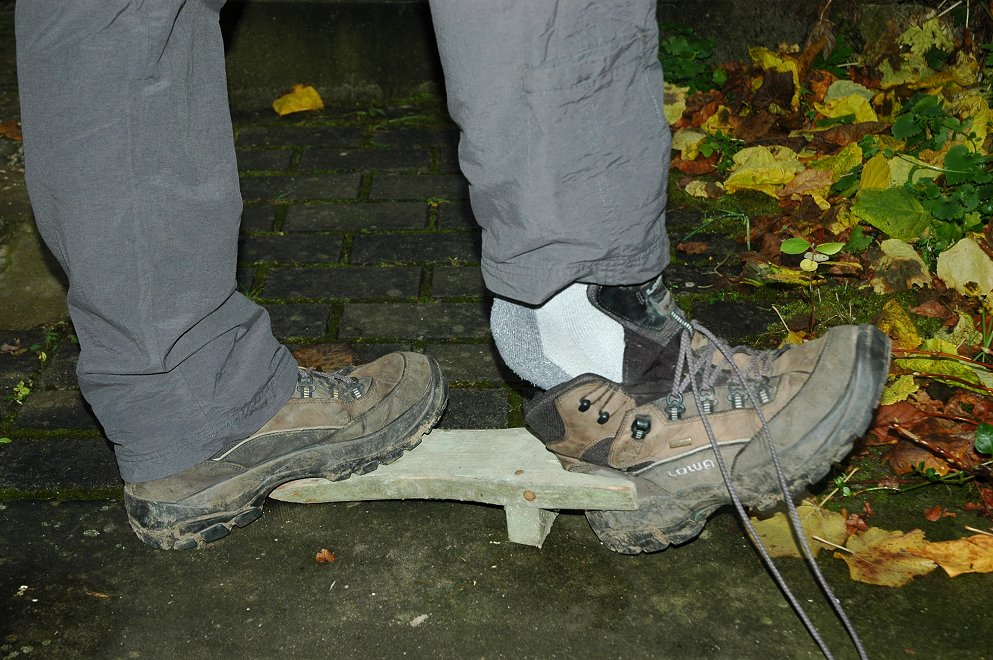
ブーツを脱ぐ様子
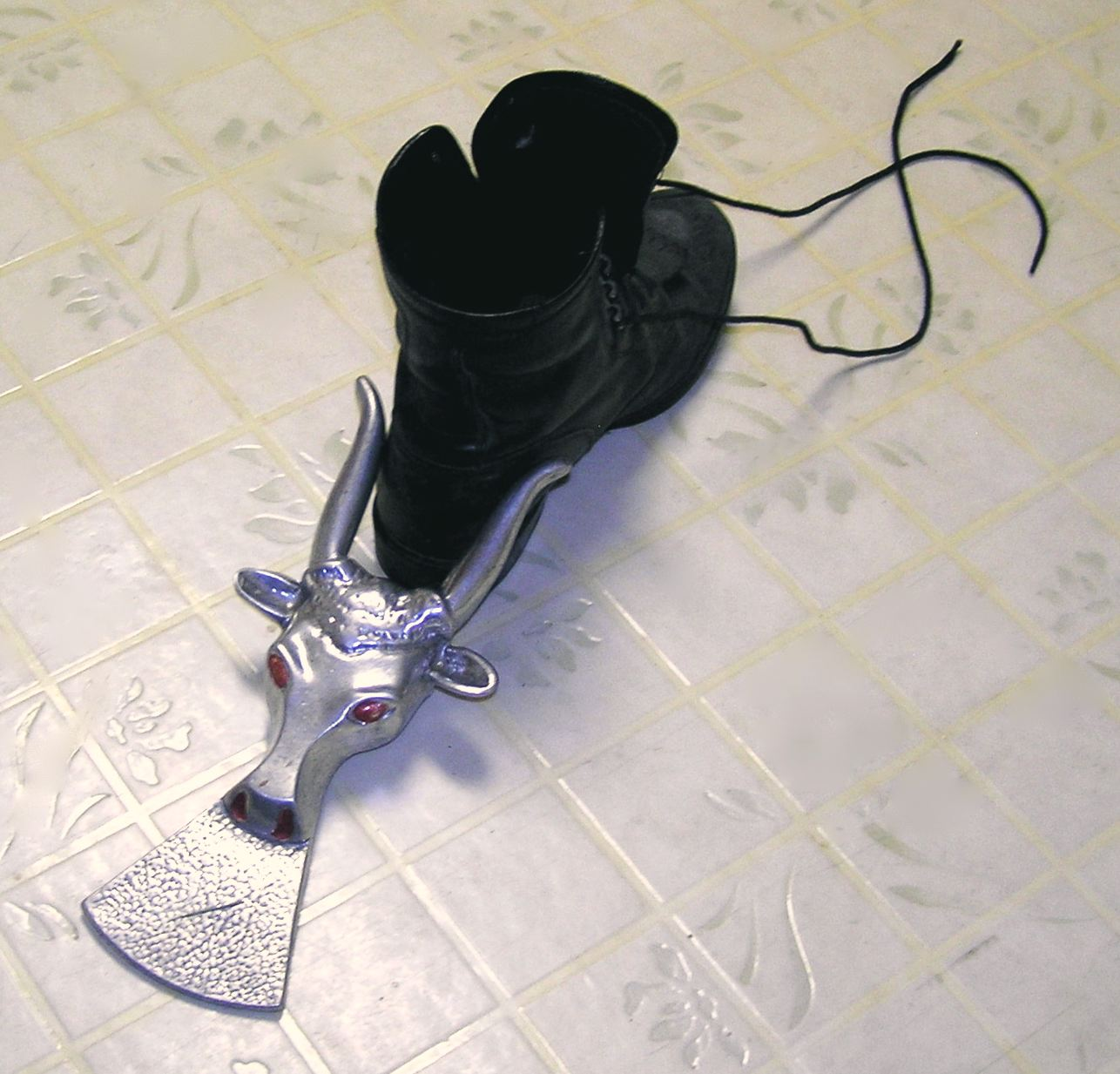
ウシの頭部をかたどって作られたブーツジャック

## ファッション

### ロングブーツ・長靴の流行など
- 1960年代後半ミニスカート[5]が流行となると、ミニスカートに合わせて若い女性の間でロングブーツが流行した。
- ツイッギー・ローソン（Twiggy Lawson）が登場して、ブーツがますます流行ると、ノキアが1967年にロングブーツのようなゴム長靴の製造を開始した。日本では1969年に、アサヒゴムが「ハイレイン」のブランドでロングブーツの形をした細め長めの婦人用ゴム長靴を発売。色も赤、白、黄、黒とラインナップを揃え、他社もロングタイプの長靴を競って発売する。
- 1970年代後半には、キャンディーズやピンクレディーなどアイドルがロングブーツをステージ衣装に取り入れた事もあり[6]、再びロングブーツの流行が起きた。
- 1978年には、銀座かねまつが長靴の形をしたブーツをロングブーツに使うエナメル革で作り、エナメルの長靴が流行した。
- 一条ゆかり、大和和紀、魔夜峰央、河惣益巳ら70年代の少女漫画家が、作中で長い髪でフェミニンな美青年がヒールのあるロングブーツを履くというスタイルを描いたことや、西城秀樹や郷ひろみがロングブーツで歌謡番組や紅白歌合戦に出たこともあって、一部の若い男性が女物の長靴や婦人用ロングブーツを履くというファッションも見られた[7]。
- 1990年代後半から2000年代には、安室奈美恵やモーニング娘。、浜崎あゆみなどがロングブーツを履いたステージ衣装でコンサートやメディアに登場した事もあり、ロングブーツが流行した。
- 2020年代になるとロングブーツの販売数が再上昇している[8]。特に厚底やスクエアトゥのつま先にしたデザインのものが見られる。

### ロングブーツを履いたアイドル歌手の衣装
- キャンディーズ 『つばさ』[9]『やさしい悪魔』[10]
- ピンクレディー 『透明人間』[11]。『ジパング』[12]

### 長靴を履いたアイドル歌手の衣装
- 太田裕美 『九月の雨』[13]
- Mi-Ke 『想い出の九十九里浜』『Pink Christmas』[14]
- Orange Caramel （Orange Caramel (마법소녀) ） 『魔法少女』（Magic Girl (마법소녀) ）
- KARA（カラ、朝: 카라） 『Umbrella』[15]
- AKB48（山内瑞葵ほか全18名）『失恋、ありがとう』[16]

## 画像・映像作品

### ロングブーツを履いた女優の映画・ドラマ
- スーザン・クラーク 『マンハッタン無宿』[17] - 「都会の女性」の象徴ともいうべきヒロイン（心理カウンセラー）は、光沢のある革のロングブーツ姿で主人公（クリント・イーストウッド）に接する場面が多い。
- カトリーヌ・ドヌーブ 『赤いブーツの女』[18]。
- エリザベス・ハーレイ （Elizabeth Hurley） 『オースティン・パワーズ』
- 九重佑三子 『コメットさん』第77話「バイバイ落葉クン」[19]。
- オナー・ブラックマン （Honor Blackman）、 ダイアナ・リグ （Diana Rigg）、 『おしゃれ(秘)探偵（The Avengers）』。作中で女主人公のキャシー・ゲイル（Cathy Gale）や エマ・ピール（Cathy Gale）は、60年代に流行した様々なロングブーツを着用している。（1965-1968）特殊任務では、白いゴム長靴を着用する[20]。
- 二階堂ふみ　『翔んで埼玉』壇ノ浦　百美（女装の美男子(男の娘)）　白のニーハイ・レースアップ・プラットフォーム・ブーツとブーツの色に合わせたようなクラシカルなミリタリー・ファッションでいつも登場。

### 長靴を履いた女優の映画・ドラマ
- オードリー・ヘップバーン 『おしゃれ泥棒』[21]。
- マルレーヌ・ジョベール 『雨の訪問者』[22]。

### ロングブーツを履いた美青年の映画・テレビ番組
- コー・ガブリエル・カメダ『アインシュタインロマン』（1991年の4月から12月） - 『NHKスペシャル』枠で放送された、物理学者アルベルト・アインシュタインをテーマにしたドキュメンタリー番組。テーマ曲のヴァイオリン演奏と作中ドラマでは、常に光沢革の黒または茶のロングブーツ姿で出演している。（同時発売のLVとビデオ 「モーツァルト幻想　コー・ガブリエル・カメダの世界」での、同一場面に複数のカメダ青年を登場させる場面[23]では、黒と茶の他にダークブラウンと赤茶のロングブーツも追加）。ファッションを担当した森英恵による「女っぽいブーツと宝塚のような衣装」と「女性の声優による日本語吹き替え」で中性的な美青年を演出したという[24]。

### ロングブーツを履いたヒロインの漫画・アニメ番組
- 如月ハニー 『キューティーハニー』（原作：永井豪） - 学園では、白いロングブーツ。キューティーハニーに変身した時は、黄色いロングブーツ。リメイク版や実写版では、変身後も白いロングブーツや丈の短いハーフブーツの場合もある。
- ルンルン・フラワー 『花の子ルンルン』（原作：神保史郎） - 主人公ルンルンは赤いロングブーツ。悪のヒロイン・トゲニシアは白いロングブーツ。美青年セルジュ・フローラ（王子の衣装の時）も、白いロングブーツを履いている。セルジュはルンルンの旅先で、カメラマンとしてサポートするときは、貴族的な装いに細身の茶色のロングブーツ。雨天時は、ドレスチェンジの魔法で、三人とも透明フード付きの白いレインコートにロングブーツ型の白い長靴になる。
- ミルクちゃん（ペネロッピー） 『チキチキマシン猛レース』、『ペネロッピー絶体絶命』  （制作：ハンナ・バーベラ・プロダクション） - 赤とピンクの衣装（レース服または飛行服）に白いロングブーツを着用。
- 月野うさぎ（セーラームーン） 『美少女戦士セーラームーン』（原作：武内直子）

### ロングブーツを履いた美青年の漫画・アニメ番組
- ビョルン 『パタリロ!』（原作：魔夜峰央） - 第2話（アニメでは第3話）「墓に咲くバラ」のゲスト。唇に艶やかなルージュを引き、女物のエナメルのロングブーツを履いている。魔夜作品では、マライヒやラシャーヌ、日本が舞台の美少年・美青年たちもホットパンツ（たまにミニスカート[25]）に合わせて、ロングブーツを履くことが多い[26]。